# ショルンドルフ
ショルンドルフ (ドイツ語: Schorndorf, ドイツ語発音: [ˈʃɔrndɔrf]) は、ドイツ連邦共和国バーデン＝ヴュルテンベルク州レムス＝ムル郡に属す市である。本市はシュトゥットガルトの東約 26 km に位置している。この街は、シュトゥットガルト地方（1992年までは「ネッカー中流域」と呼ばれていた）およびシュトゥットガルト大都市圏に属す。本市はヴァイブリンゲン、フェルバッハに次ぐレムス＝ムル郡第3の都市であり、周辺地域の中級中心となっている。
1967年1月1日からショルンドルフは大規模郡都市となっている。本市はヴィンターバッハとともに行政共同体を形成している。

## 地理

### 位置

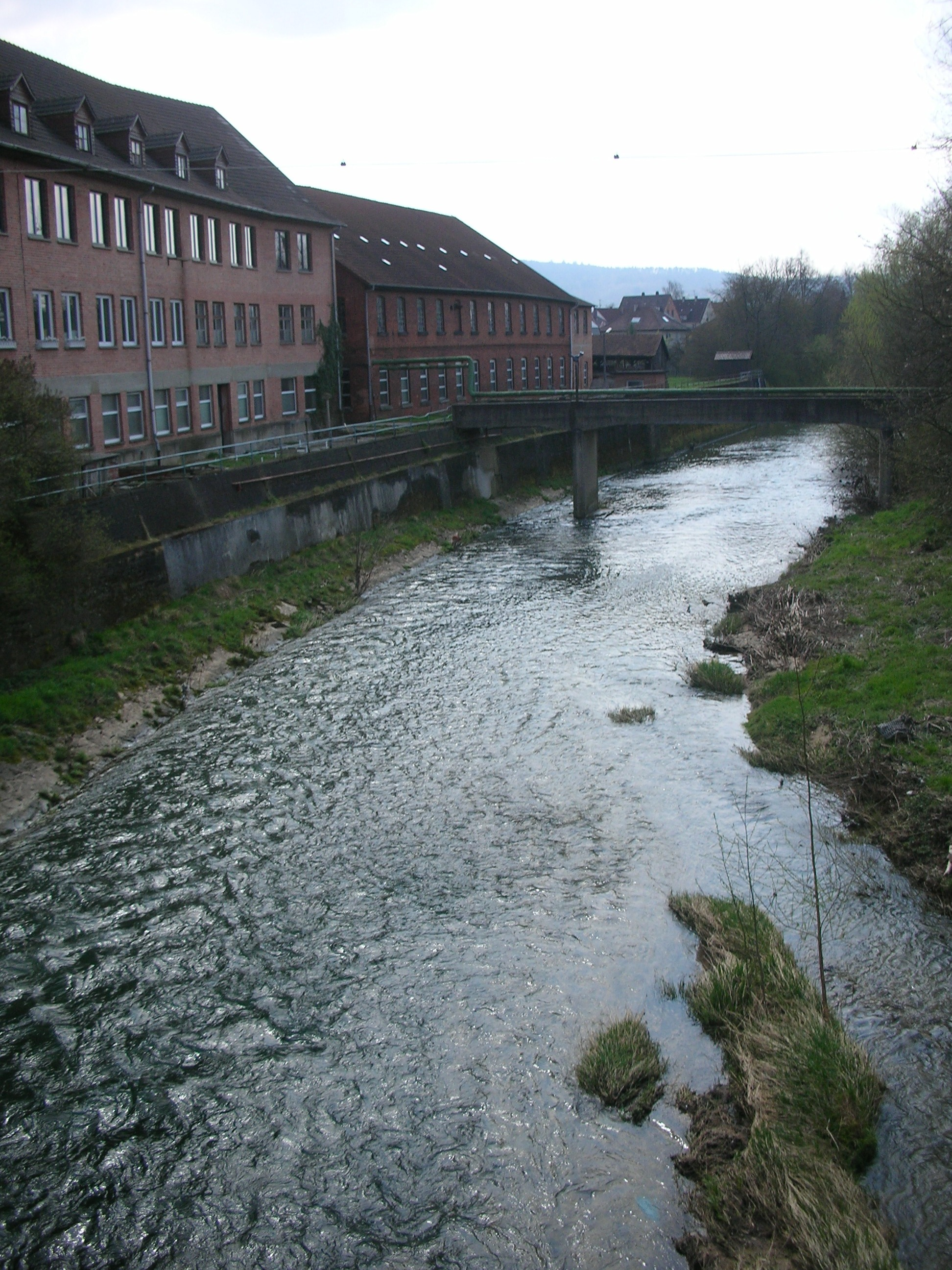
ショルンドルフ付近を流れるレムス川

ショルンドルフは、シュールヴァルトの南、ベルグレンおよびヴェルツハイムの森に挟まれたレムス川の深い谷に位置している。市域内で北から来たショルンドルフ川とヴィースラウフ川がレムス川に合流する。レムス川は市内中核部を東から西に流れている。ショルンドルフ旧市街はこの川の南にある。

### 隣接する市町村
ショルンドルフ市は、西から時計回りに以下の市町村と境を接している: ヴィンターバッハ、レムスハルデン、ベルグレン、ルーダースベルク、ヴェルツハイム、ウーアバッハ、プリューダーハウゼン（以上、いずれもレムス＝ムル郡）、アーデルベルク、ヴァンゲン、ウーヒンゲン（以上、ゲッピンゲン郡）、リヒテンヴァルト（エスリンゲン郡）。

### 市の構成
ショルンドルフは、中核市区と1970年代の地域再編による合併で成立した以下の市区からなる。ブールブロン、ハウバースブロン、ミーデルバッハ、オーバーベルケン、シヒテン、ショルンバッハ、ヴァイラー/レムス。いくつかの地区には、一部、固有の名称を持つ独立した住宅地がある。たとえば、ブールブロンに属すメッツリンスヴァイラー・ホーフ、ハウバースブロンに属すメッツリンスヴァイラー・ミューレ、オーバーベルケンに属すウンターベルケン、ショルンバッハに属すマウスハウプテンなどである。
| 市区                                       | 人口（人） |
| ------------------------------------------ | ---------- |
| 中核市区                                   | 25,981     |
| ブールブロン                               | 791        |
| ハウバースブロン                           | 3,336      |
| ミーデルスバッハ                           | 2,024      |
| オーバーベルケン（ウンターベルケンを含む） | 1,520      |
| シュリヒテン                               | 870        |
| ショルンバッハ（マンスハウプテンを含む）   | 1,767      |
| ヴァイラー                                 | 4,187      |

人口は、2017年12月31日現在の数値である。
中核市区内に、固有の名称で識別される住宅地がいくつかある。名称は開墾からの歴史の中でつけられたのであるが、その境界は精確に規定されていない。たとえば、フックスホーフやグラウハルデなどがそれにあたる。

### 土地利用
| 土地用途別面積 | 面積 (km2) | 占有率 |
| -------------- | ---------- | ------ |
| 住宅地         | 4.56       | 8.0 %  |
| 産業用地       | 1.97       | 3.5 %  |
| レジャー用地   | 0.60       | 1.1 %  |
| 交通用地       | 3.48       | 6.1 %  |
| 農業用地       | 20.20      | 35.5 % |
| 森林           | 24.09      | 42.4 % |
| 水域           | 0.37       | 0.7 %  |
| その他の用地   | 1.56       | 2.7 %  |
| 合計           | 56.83      |        |

出典: Statistisches Landesamt Baden-Württemberg

### 地域開発計画
ショルンドルフは、シュトゥットガルトを上級中心とするシュトゥットガルト地域内の中級中心である。中級中心としてのショルンドルフの担当地域にはレムス＝ムル郡南部と東部、すなわち、レムス川とヴィースラウフ川の谷およびこれに接する地域が含まれる。具体的には、ショルンドルフの他、アルフドルフ、カイザースバッハ、プリューダーハウゼン、レムスハルデン、ルーダースベルク、ウーアバッハ、ヴェルツハイム、ヴィンターバッハがこれにあたる。

## 歴史

### 古代
ショルンドルフ地域の最も古い定住跡は中石器時代のものであるが、新石器時代の痕跡はそれよりもかなり多い。これとは対照的に、金属器時代（銅器時代、青銅器時代、鉄器時代）の集落に関する痕跡はほとんど見られない。

### ローマ時代
ローマ時代になると考古学上の出土品は広い範囲で見つかっている。皇帝アントニヌス・ピウスの下、2世紀半ばからリーメスが前進し、前線基地が設けられた（フォルデラー・リーメス）。
ローマ帝国の国境線は、ネッカー＝オーデンヴァルト線から東に移動し、ロルヒ城砦からまっすぐにマイン川沿いのミルテンベルクまでまっすぐに伸びるオーバーゲルマニッシャー・リーメスの新たな部分が築かれた。同じ頃ドナウリーメス、すなわちアルプスリーメスは北に移動し、ロルヒ城砦からアイニング城砦まで新しくレティシャー・リーメスが建設された。このリーメスはレーゲンスブルクのの直前でドナウリーメスに合流する。このリーメスの移動によって、レムスタールはオーバーゲルマニア属州（ゲルマニア・スペリオル）およびラエティア属州に組み込まれた。ローマの両属州の境界はロルヒ城砦の東を通っていた。
リーメスの移動に伴って新しい交易路が設けられ、あるいはローマ時代以前の街道が再整備された、カンシュタット城砦周辺もヴェルツハイム城砦やアーレン城砦と結ばれた。この街道の、現在のショルンドルフ市にあたる付近では、ローマ時代からすでに多くの連絡路が設けられたが、その精確なコースについては、おおよそのことしか判っていない。
ショルンドルフにはおそらく、街道の交差点があり、それに面して宿場町が発展した。これは現在のショルンドルフの市域北端の、数多くの考古学的発掘現場で証明される。また、ショルンバッハー通りからヴィラ・ルスティカ（ローマ人の荘園付き別荘）、グラーフェンハルデからマイアとメルクリウスの石板、ラムスバッハからメルクリウスの石像が出土している。
1950年代から市立博物館に収蔵されている出土品（4柱の神の石像）に近年新たな評価がなされた。それから導かれる推論は、現在のショルンドルフ＝ノルトシュタット（北部地区）には、単なる宿場町だけではなく、「より大きな種類のローマ人入植地があった」というものである。

### 中世初期
ローマ時代の発掘地からやや西で、1955年頃、クリスタラーヴェークの工事によって、散乱した副葬品とアレマン人の墓がみつかった。その一部はローマ時代の地層に入り込んでいた。年代測定によれば、これら出土品は 6世紀半ばから700年頃のものであった。全体としてはわずかな出土品に過ぎないが、南ドイツではユニークで、特別な考古学的興味を引くものであり、より多くの出土品に匹敵する。死者の高い地位を示すこれらの品物は、何世代にもわたってこの地に住む、社会的に階層化された多くの人口を持つ住民グループが前提となるものである。この墓地が属していた集落がこの周辺にあったに違いないと信じられているものの、それは発掘で証明されていない。レムス川北岸の所在不明のこの中世初期集落は、おそらく、遅くとも8世紀前半に放棄されたのであろう。レムス川の氾濫による洪水がその原因であったかもしれない。それ以前の研究では、レムス川中流域に -ingen や -heim を末尾に持つ地名の集落がないことから、この地域で中世初期の集落が建設されたのは、フランク人の支配が強化された以後であるとされていた。ショルンドルフは、以前の研究では、7世紀から9世紀にこの地域で行われた昔の地域開発によって形成された集落であるとされていた。クリスタラーヴェークでの発掘によってこの時代推定は、6世紀にまで遡ると訂正された。
8世紀になるとレムス川南岸の氾濫地層の土地で集落が発展した。現在市教会が建っている付近の砂地の堆積層に新しい集落 uff dem Sand が形成され、これが中世のショルンドルフの原型となった。年代推定のヒントは、教会の守護聖人であった。この教会は聖バジリデス、キリヌス、ナボール、ナザリウス、ケルススに捧げられている。これは教会の創設が765年以後であることを示唆している。

### 中世
この集落の名前の最初の文献記録は1235年である。ハインリヒ・フォン・ヴァルトハウゼンとその妻が終身の聖職禄と引き換えにウーアバッハとヒュルベンの所領をロルヒ修道院に寄進することを記した文書に、証人の1人として Dietericus de Shorendorf という名が記されているのである。同じ人物が、1236年のアーデルベルク修道院の文書にも、やはり証人として登場する。この時は、ministerialis imperii、すなわち（シュタウフェン朝の）ミニステリアーレとして署名している。役所（ミニステリアーレンブルク）としては、現在の城館の先行建築が用いられた。

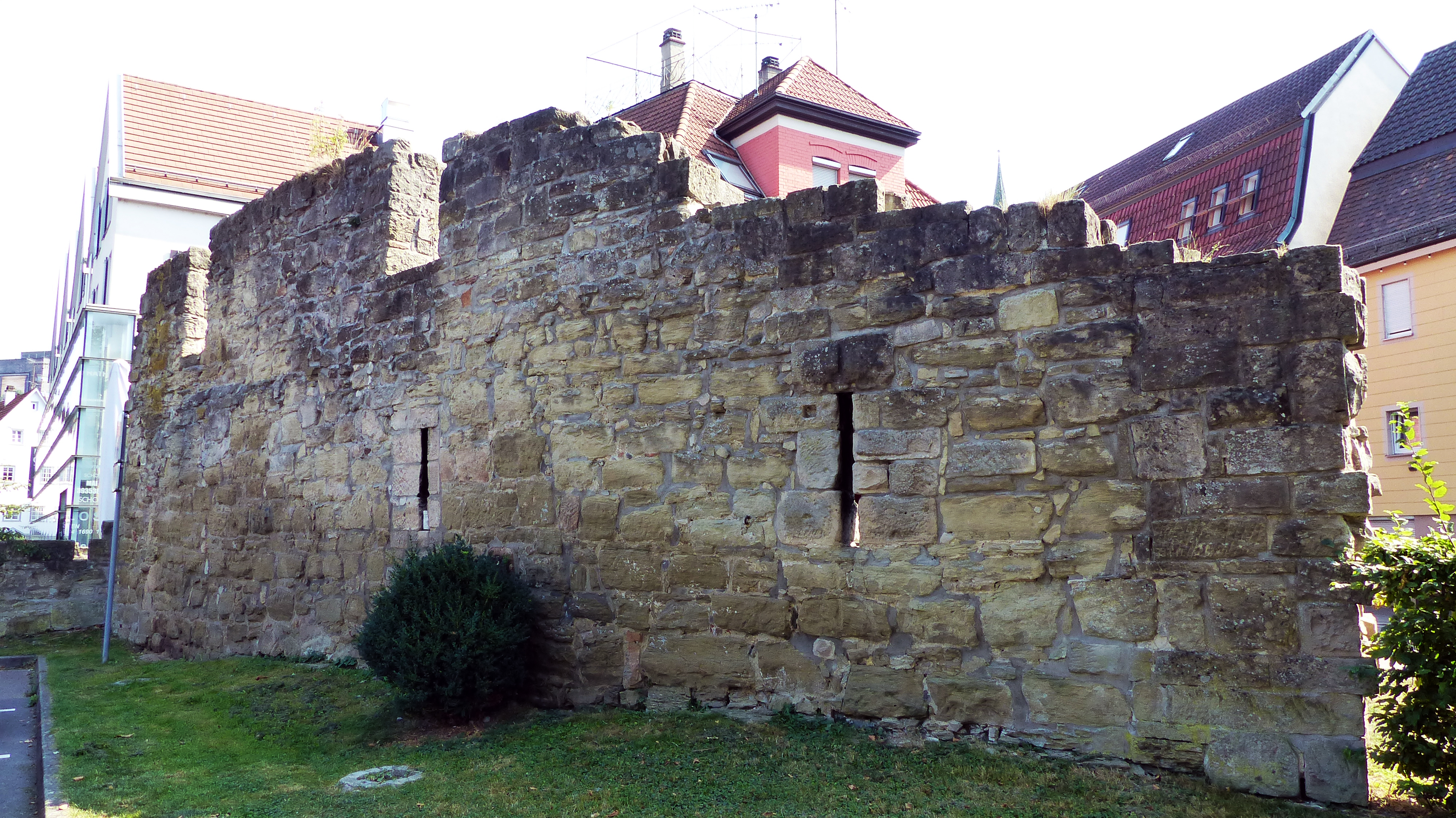
ショルンドルフの市壁跡

その後フリードリヒ2世の教皇やロンバルディア同盟との対立で疲弊したシュタウフェン家が次第に弱体化したことを、ヴュルテンベルク伯ウルリヒ1世（ウルリヒ寄進伯）は自家の勢力強化と拡大に利用した。ショルンドルフ集落も1250年頃にウルリヒによって獲得、あるいは強奪されたのだが、その詳細な経緯は判っていない。ウルリヒ伯の下、ミニステリアーレンブルクと関連して、初めて都市風の集落が形成された。ヴュルテンベルクの都市としての最初の文献記録は1262年になされている。これは、ウルリヒがアーデルベルク修道院にショルンドルフ市 (municipium nostrum Schorndorf) およびその周辺地域の非課税の通行を許可した文書である。本市は、東に残るシュタウフェン領からヴュルテンベルクの主権を護るために、拡大され、防御を強化された。ショルンドルフの裁判所 (judices iurati) と市壁 (muros opidi) に関する最も古い記述は1299年になされた。これによれば、市壁は最初マルクト広場と城館の間の、現在の旧市街の一部を囲むだけであった。西に位置する uff dem Sand 村は市壁外の衛星集落として存続していた。14世紀になると教会や教会広場を含む衛星都市が壁に囲まれて取り込まれていった。この、いわゆるウンターシュタット（下の街）と東のいわゆるオーバーシュタット（上の街）との間にあり、当時はまだ遺っていた堀は、14世紀から15世紀に埋め立てられ、マルクト広場が設けられた。
ヴュルテンベルク伯は、何代にもわたって攻撃的な拡張政策をとり、その拡大を阻止しようとする帝国や帝国都市と繰り返し紛争を起こした。ショルンドルフ要塞はヴュルテンベルク領の東の入り口にあたり、繰り返し戦闘の舞台となった。
皇帝ハインリヒ7世はヴュルテンベルク伯エーバーハルトに抵抗するいくつかの帝国都市と協力して帝国戦争（1311年 - 1312年）を遂行し、これによって伯はほとんどすべての所領を失った。ショルンドルフも包囲され、占領されて、帝国戦争においてエバーハルト伯の主要な敵であった帝国都市エスリンゲンに移譲された。皇帝の死後、ルートヴィヒ4世を王に選出し、対立王フリードリヒ美王を否定した1314年の選挙以降の政治状況は、総合的にヴュルテンベルクの敗北であった。エーバーハルト1世は、巧みに王と対立王の間で策略を用い、領土の損失を取り返しただけでなく、加増をも勝ち得た。これによりショルンドルフも再びヴュルテンベルク領となった。
1316年にルートヴィヒ4世王（バイエルン公ルートヴィヒとしても知られる）は、彼のいとこで敵対者であるフリードリヒ美王と戦うためにエスリンゲンへ向かう途上でショルンドルフの市壁前に陣を敷いたが、街を攻撃することはなかった。

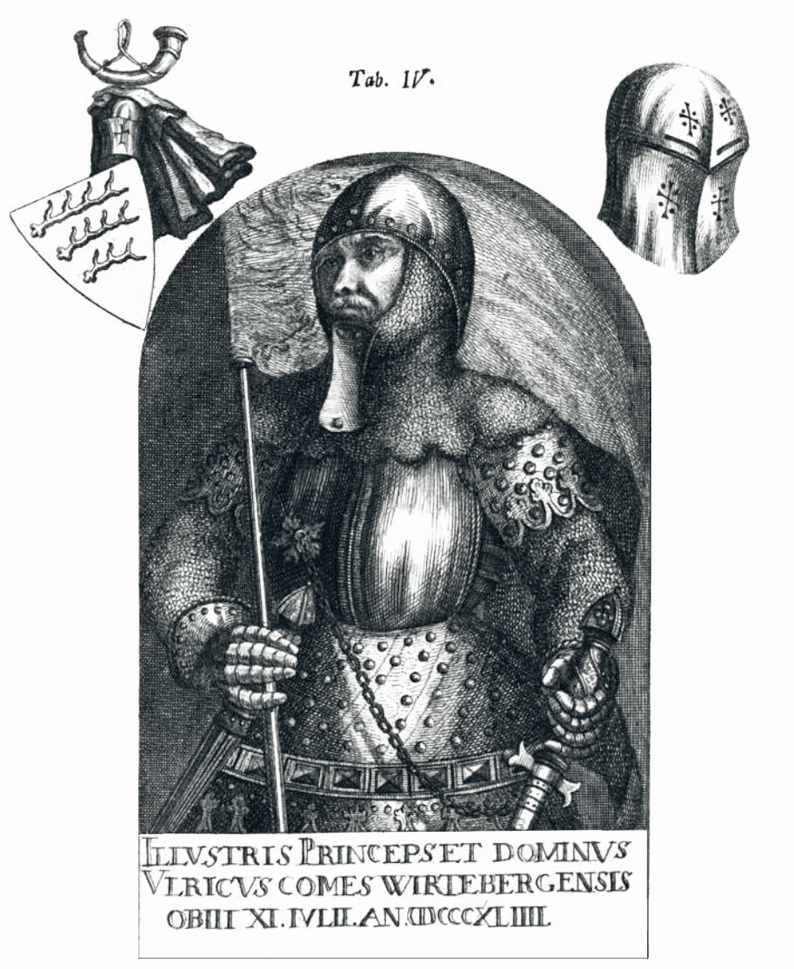
ヴュルテンベルク伯ウルリヒ3世

エーバーハルトの息子で後継者のヴュルテンベルク伯ウルリヒ3世は巧みな外交的手腕で、表面的に対立することなく両王の間を取り持った。フリードリヒの死後、彼はルートヴィヒによってニーダーシュヴァーベンの代官の地位を与えられた。賢明なウルリヒは、こうして得た帝国レベルの政治的な重み、地域同盟政策、彼の妻の嫁資と相続財産によって、戦うことなくヴュルテンベルク領を拡大することを可能にしたのであった。1336年、皇帝の地位に就いたルートヴィヒ4世から彼は、Vorstreiter（一番槍を担当する騎士）と Reichssturmfähnrich（帝国旗を掲げる旗手）の名誉ある役職を与えられた。この時代にはショルンドルフ要塞も戦闘抑止力を保持していた。
1347年にルートヴィヒ4世は改めてショルンドルフに滞在した。今回は平和な目的であった。数ヶ月後の1347年12月に彼の後継者であるカール4世王をこの街に迎えた。両者は、ショルンドルフで、この街の重要性を強調する文書を発行している。
ウルリヒ3世の息子、エーバーハルト2世伯（泣き言伯）とその共同統治者である弟のウルリヒ4世の統治下、ヴュルテンベルクと帝国都市および帝国との紛争が再燃した。伯兄弟は権力を濫用し、皇帝から与えられた代官職を利用して、その管轄地域に位置する帝国都市を抑圧した。不当な侵害や、平和政策の要望拒絶により、カール4世は帝国都市の要請を請けて、ヴュルテンベルクに対抗するための帝国軍を動員せざるを得なかった。皇帝はアーレンを経由してレムスタールを進軍し、ショルンドルフ近郊で戦闘状態に入った（1360年のショルンドルフの戦い）。異なるルートを通ったカールの新たな補給力が差をつけた。2人の伯兄弟はショルンドルフに退却し、カールの軍勢に包囲された。数日後、カールが周辺地域を荒らし回らせたため、ヴュルテンベルク伯は最終的に降伏し、街は皇帝軍に占領された。シュパイヤー司教、アウクスブルク司教、コンスタンツ司教の仲介で和平協定が結ばれ、カールは穏当な和平の条件に満足した。
エーバーハルト伯（泣き言伯）はヴュルテンベルク家の家督を孫のエーバーハルト3世（穏健伯）に譲った。その治世は、平和重視の近隣諸侯および帝国都市との同盟政策で特徴付けられる。この政策はショルンドルフにも大きな戦闘のない、平安な時代をもたらした。エーバーハルト3世の死後ショルンドルフは未亡人エリーザベトの隠居所として用いられた。彼女は1430年にここで亡くなった。
1431年にこの街は、王で後に皇帝となるジギスムントと教皇使節のジュリアン枢機卿をもてなした。

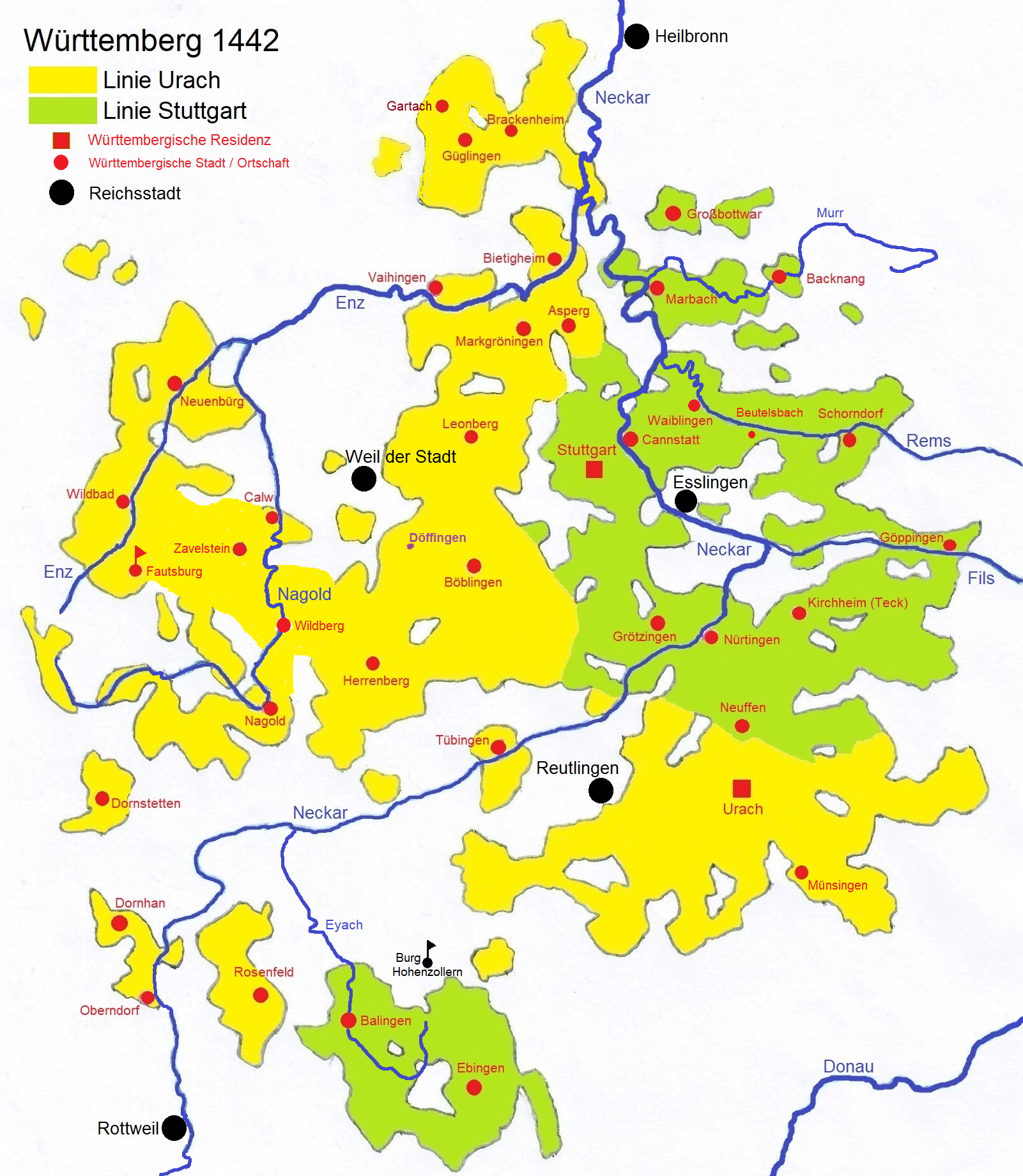
1442年のニュルティンゲン協定に基づくヴュルテンベルク伯領の分割。

ルートヴィヒ1世とウルリヒ5世の伯兄弟は1441年に領土を分割した。1441年4月23日付けの文書が遺されている。ウルリヒはシュトゥットガルトを宮廷都市として領邦の東部と北部を、ルートヴィヒはウーラハを宮廷都市として領邦の西部と南部を得た。これによりショルンドルフはヴュルテンベルク＝シュトゥットガルト伯領に属した。元々は4年の期限付きであったこの領土分割は、早くも1442年1月25日のニュルティンゲン協定によって無期限の分割が確定した。
ルートヴィヒ1世とウルリヒ5世は、1446年7月6日にショルンドルフで、マインツ大司教ディートリヒ、プファルツ選帝侯ルートヴィヒ4世、オーストリア公アルブレヒト6世およびその他諸侯とともに、2年間で街道筋の強盗を撲滅する同盟を結成した。
1449年7月9日、ウルリヒ5世は宮中伯ルートヴィヒ4世の未亡人マルゲリータ・ディ・サヴォイアと結婚する際、彼はショルンドルフ市とアムト・ショルンドルフの収入を教え、「敬意を払うように」書き記した。マルガレーテは実際にショルンドルフ市とアムト・ショルンドルフの本当の女領主として振る舞っていたことは、1454年に彼女がコンラート・フォン・ローマースハイムにショルンドルフ近郊のヴァイラー村をその居所として書き記していることに表れている。
1482年のミュンジンゲン条約と1492年のエスリンゲン条約によってエーバーハルト髭伯（ヴュルテンベルク＝ウラッハ）とエーバーハルト6世伯（ヴュルテンベルク＝シュトゥットガルト）は領邦分割を撤廃した。領邦の一体化とヴュルテンベルクにおける長男相続制が法的拘束力を持つことが確定し、ヴュルテンベルクがその後公爵に昇格する前提条件が成立した。1495年からショルンドルフは新たに創設されたヴュルテンベルク公領の一部となった。

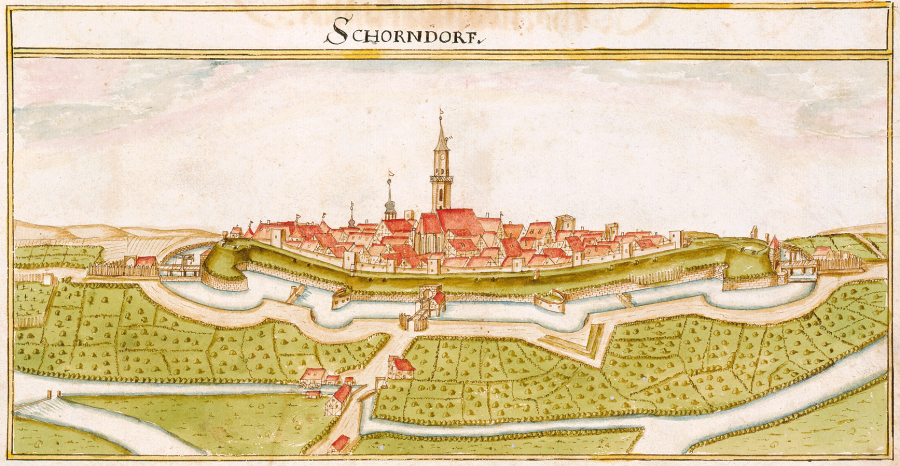
アンドレアス・キーザーの1685年の森林登録簿に描かれたショルンドルフ

### 16世紀から17世紀
この街は、1634年にヴァルター・ブトラー率いる皇帝軍に占領された後、ほぼ完全に焼失した。1688年にショルンドルフの女性たちは、アナ・バーバラ・ヴァルヒの指揮の下、エゼキエル・デュ・マ将軍麾下のフランス軍による要塞奪取を阻止した。

### 18世紀から19世紀
アムト・ショルンドルフは、1759年にオーバーアムト（Oberamt）に昇格したが、1806年にいくつかの町村が隣接するアムトに移管され縮小された。1834年3月17日、高速で軽量なガソリンエンジンの発明者であるゴットリープ・ダイムラーがヘルガッセで誕生した。1861年にレムスタール鉄道が開通し、ショルンドルフに駅が開業した。

### 20世紀
1938年のヴュルテンベルク王国における郡の新設に伴い、オーバーアムトは廃止された。ショルンドルフ周辺地域はすべてヴァイブリンゲン郡に組み込まれた。
ナチ時代、政敵の追求が行われた。その対象には、社会民主主義の市議会議員でオーベラー・クーベルク強制収容所に収容されたゴットロープ・カム、SPD地区議長かつ労働組合役員で1945年にマウトハウゼン強制収容所で落命したハインリヒ・タルモン・グロースが含まれる。本市は通りに彼らの名をつけて追悼している。

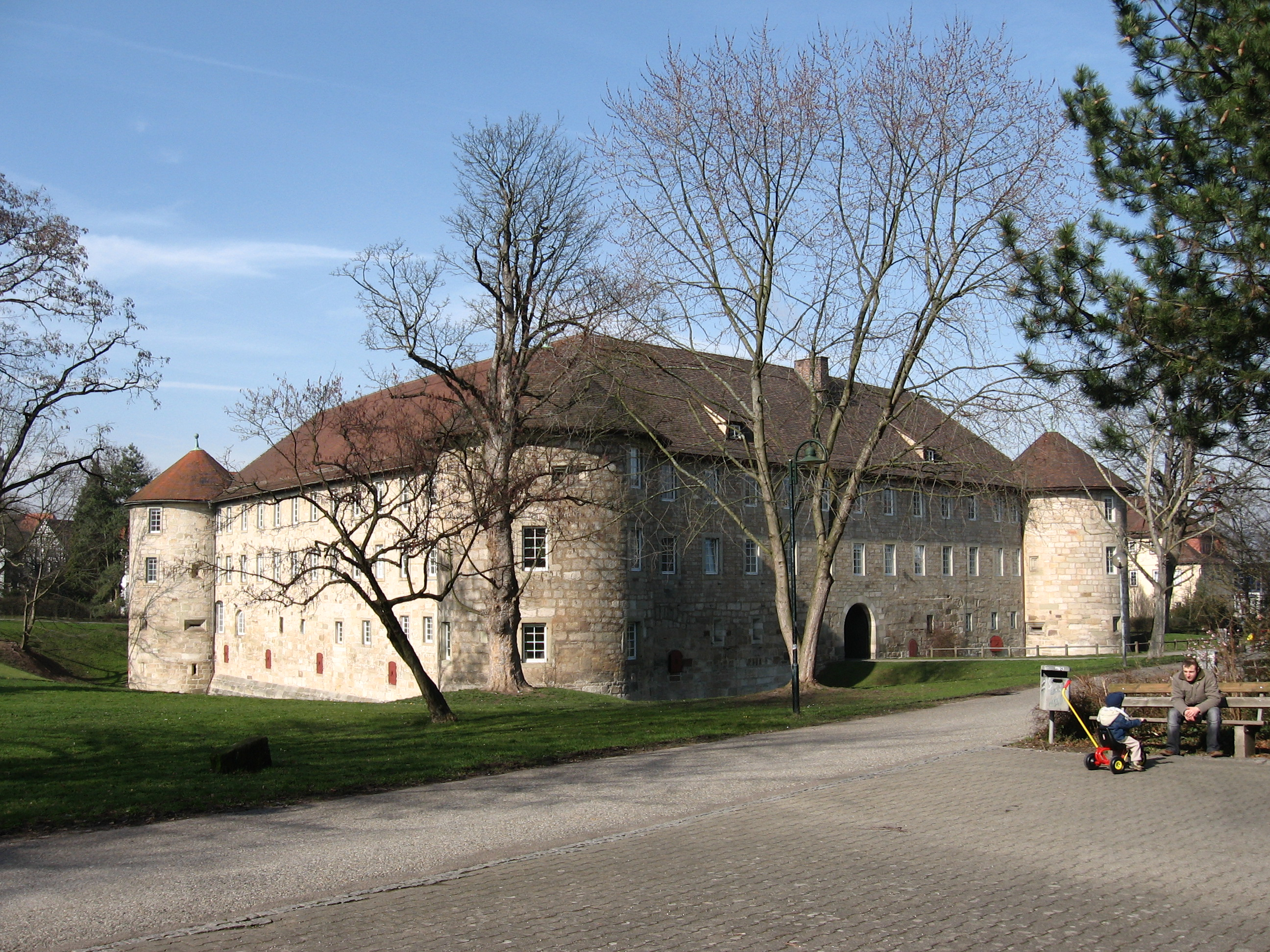
ショルンドルフのブルクシュロス

1943年秋からブルクシュロス（城館）に、秘密政治警察アプヴェーアや、シュトゥットガルト・シュタポライストシュテレ（ゲシュタポ司令部）の V-ペルゾンの管理を担当する部門が入居した。また、ここではゲシュタポの図書館があった。
第二次世界大戦末期の数ヶ月間、レムスバッハ鉄道のショルンドルフ区間は、この重要な鉄道を使用不能にすることを目的とした連合軍の爆撃目標に繰り返しなった。この期間にショルンドルフ付近では、シュトゥットガルト方面に向かう旅客列車に対してアメリカ軍の低空飛行射撃が行われ、これにより運転士とボイラーマンが死亡した。
1945年の終戦直前にアメリカ軍がショルンドルフの門前に進軍したが、地元の国防連合はこの街を防衛することを決めた。しかし最終的には、後にこの街の名誉市民となるヴァルター・アルノルトが、進軍してきたアメリカ軍に抵抗することなくこの街を明け渡した。これによりショルンドルフの歴史的建造物は戦闘行為によって傷つけられることなく、今日まで保存されることとなった。
ショルンドルフの人口は1963年に2万人を超えた。これを承けて市の行政当局は大規模郡と市への昇格を申請し、バーデン＝ヴュルテンベルク州政府は1967年1月1日の発効を決定した。
1972年から1975年までの間に隣接する7町村が合併し、1973年1月1日の郡の新設に伴い、レムス＝ムル郡の一部となった。

### 21世紀
2005年にショルンドルフで、バーデン＝ヴュルテンベルク州の郷土の日が開催された。

### 市町村合併
以下の町村がショルンドルフ市に合併した:
- 1972年1月1日: ブールボルン[30]
- 1973年1月1日: ミーデルスバッハ、シュリヒテン、ヴァイラー/レムス（1964年7月16日まではヴァイラーという名称であった）[30]
- 1975年1月1日: ハウバースボルン、オーバーベルケン（ウンターベルケンを含む）、ショルンバッハ（マンスハウプテンを含む）[31]

### 人口推移

ショルンドルフの人口推移図

## 住民

### 宗教

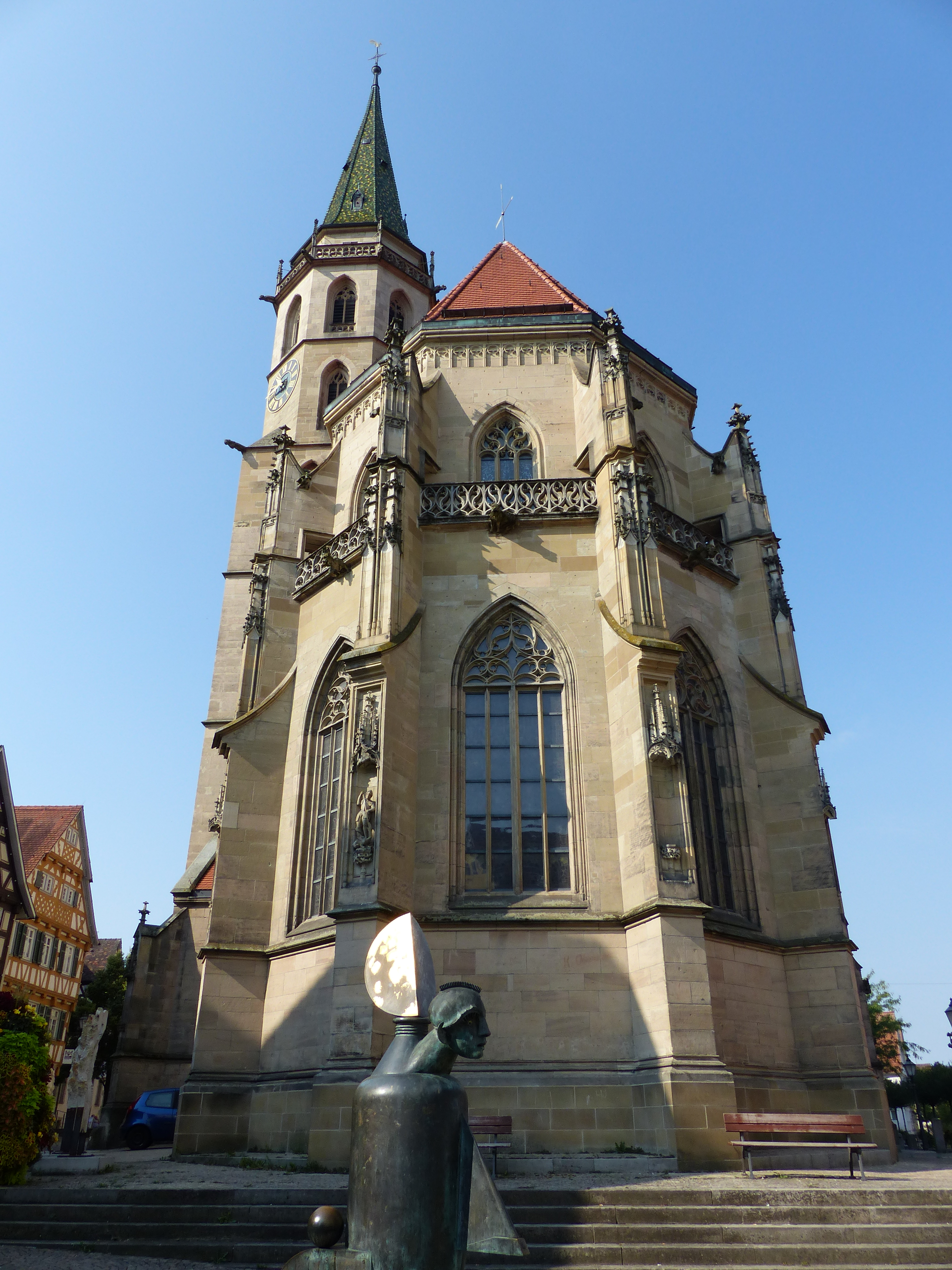
ショルンドルフ福音主義市教会

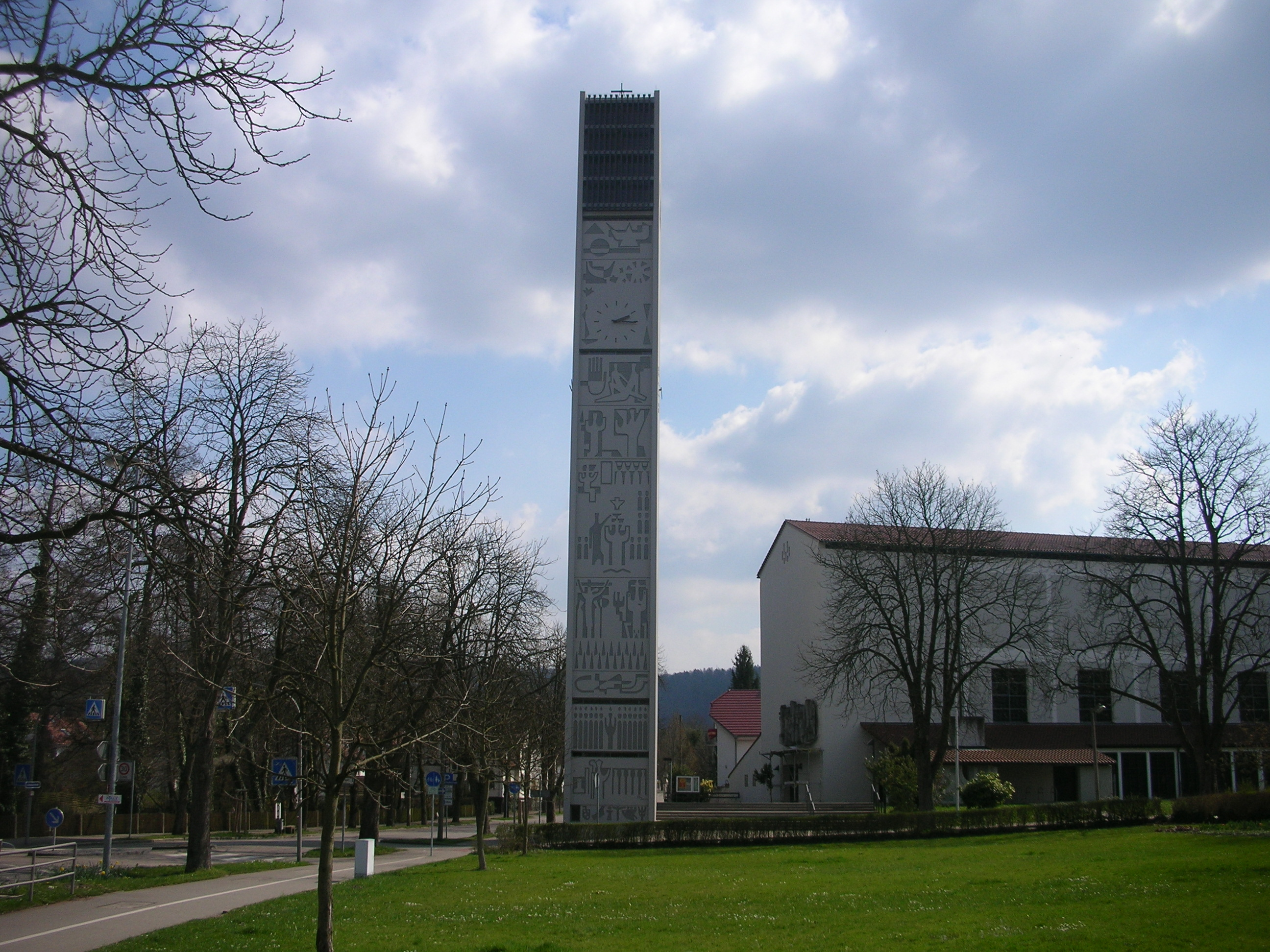
聖霊教会

ショルンドルフは初めコンスタンツ司教区に属し、アンテ・ネムス助祭長区（スイス）に組み込まれていた。ヴュルテンベルク公領に帰属したことで、残りの同公領と同じく1534年に宗教改革が行われた。ショルンドルフはその後何世紀もの間プロテスタントの街であった。この街はヴュルテンベルクの福音主義地方教会内の監督官所在地であった。元々はショルンドルフ市教会組織だけがあり、教区教会の他には多くの礼拝堂がこれに属していた。組織の急速な拡大に伴って、1971年にパウルス教会（1966年の教会堂）と宥和教会（1995年頃の教会堂）が分離された。これら3つの教会組織はショルンドルフ総合教会組織を形成している。
現在ショルンドルフに属す市区もかつてはヴュルテンベルクに属しており、従ってプロテスタントが主流である。ブールボルンの組織創始者は初めブオホ教会区に、その後オッペルスボーム教会区に属したが、1890年からは、古くから独立した教会区となっていたショルンバッハ教会区に属した。しかしブールボロンは1971年から独自の教会である平和教会を有している。ハウバースボルンは独自の教会組織を形成している。ミーデルスバッハは、初めロルヒ教会区、その後オーバーウーアバッハ教会区（ただし一部はハウバースボルン教会区）に、1807年から1989年までは隣接するシュタイネンベルク教会区（ルーダースベルク）に属したが、1967年以降、独自の教会クリストゥス教会を有している。オーバーベルケンは、初めは同じくロルヒ教会区に属したが、その後フンツホルツ教会区となり、1859年にウンターベルケンとともに独自の教会を形成した。シュリヒテンは長い間ヴィンターバッハ教会区の支教会であった。19世紀に独自の代理教会区、1859年に独立した教会区を形成した。この教会区には隣接するバイエレック（ウーヒンゲン市）も含まれる。ヴァイラー/レムスは長い間ショルンドルフの支教会であったが、1852年に独自の教会を設けた。ショルンドルフ市のいずれの教会組織もショルンドルフ監督管区に属す。
19世紀にカトリック信者が再びショルンドルフに現れた。1907年にショルンドルフにカトリックの聖マルティン教会が建設され、1917年にショルンドルフは独自の司祭区となった。1955年に新しい聖霊教会が建設され、1970年には改築がなされた。古い聖マルティン教会はこれ以後礼拝堂として利用されている。ショルンドルフ教会には、ブールブロン、オーバーベルケン、ウンターベルケン、ショルンバッハ、ハウザースボルンのカトリック信者も属しているが、這うバースボルンには1955年に独自の教会聖ボニファティウス教会が建設された。ミーデルスバッハのカトリック信者はルーダースベルクの聖三位一体教会に、ヴァイラー/レムスのカトリック信者はヴィンターバッハのマリア被昇天教会区に属したが、1966年にヴァイラーに独自の教会聖シュテファヌス教会が設けられた。これらのカトリック教会はいずれも、ロッテンブルク＝シュトゥットガルト司教区レムス＝ムル首席司祭区に属す。
これらの2大キリスト教会の他に、ショルンドルフには自由教会も存在する。たとえば、福音主義メソジスト教会、福音主義自由教会（バプテスト）、フォルクスミッション・ショルンドルフ e.V. のキリスト教センター「スカラ」などである。また、新使徒派教会、クリスチャン・サイエンス、セブンスデー・アドベンチスト教会、キリスト者共同体、エホバの証人がショルンドルフで活動している。
2005年5月、ハンマーシュラーク産業地区にモスクが完成した。

## 行政

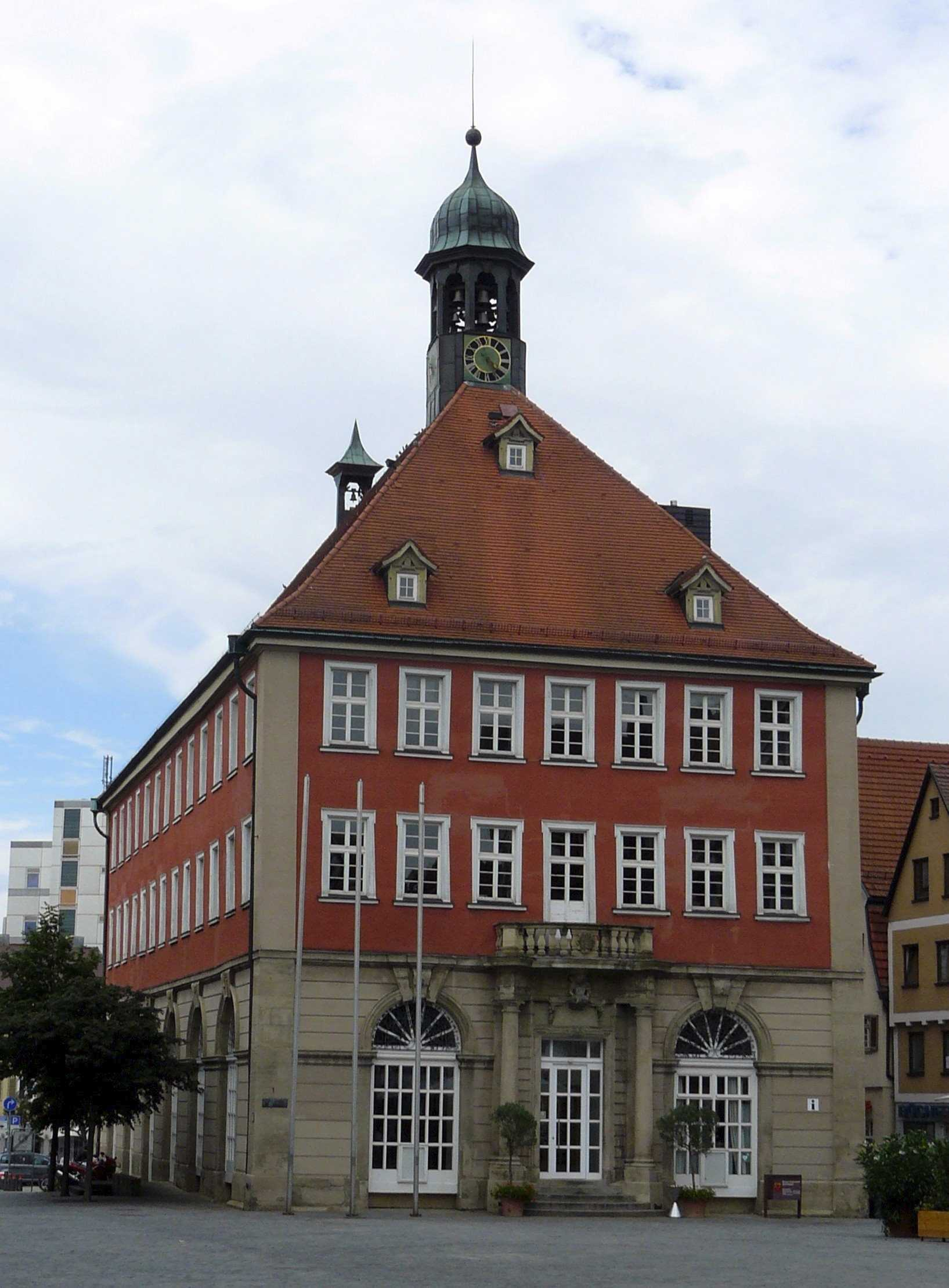
ショルンドルフ市庁舎

### 市議会
ショルンドルフの市議会は、選挙で選ばれた 32人の名誉職の議員と、議長を務める上級市長で構成されている。上級市長は市議会で投票権を有している。

### 首長
ショルンドルフ市のトップについて、1290年に「12 consules seu judices」（12人の評議員と裁判官）と記されており、1264年からは1人の「scultetus」とされている。14世紀には、アムト・ショルンドルフ全体を統治するアムトマン（官僚）、その後はウンターフォークト、フォークト（ともに代官）がいた。ショルンドルフのオーバーフォークトの下に1755年までアムト・ヴァイブリンゲンとアムト・ヴィネンデンがあった。15世紀には裁判所の代表として1人の「ビュルガーマイスター」（現在の首長にあたる語）が現れた。その後4人のビュルガーマイスターと8人の判事がいた。市のトップは、1819年から「シュタットシュルタイス」、1930年から「ビュルガーマイスター」と呼ばれるようになり、1967年1月1日の大規模郡と市への昇格に伴って、「オーバービュルガーマイスター」（上級市長）とよばれるようになった。上級市長は8年ごとに直接選挙で選出される。彼は市議会の議長を務める。上級市長の代理人が公的には「エルスター・ビュルガーマイスター」と呼ばれる第1副市長と、公的には「ビュルガーマイスター」と呼ばれる第2副市長である。
第二次世界大戦後の首長:
- 1945年: ヴァルター・アルノルト
- 1945年 - 1948年: ゴットロープ・カム (SPD)
- 1948年 - 1954年: エミール・ハイヤー
- 1954年 - 1962年: フランツ・イレンベルガー
- 1962年 - 1982年: ルドルフ・バイラー
- 1982年 - 1990年: ラインハルト・ハンケ (SPD)
- 1990年 - 2006年: ヴィンフリート・キュプラー (CDU)
- 2006年以降: マティアス・クロプファー (SPD)

### 紋章
図柄: 頂部は金色で、その中に横向きに配置された黒いシカの角。主部は赤地で、歯を上に向けて斜めに交差する2本の金の鋤（古語で Schorn、ショルンドルフを示す）。市の旗は、金 - 赤である。この紋章と旗は何世紀も前から使われている。

### 姉妹都市
- チュール（フランス、コレーズ県）
- カーラ（ドイツ語版、英語版）（ドイツ、テューリンゲン州）
- ベリー（イギリス、グレーター・マンチェスター）
- タスカルーサ（アメリカ合衆国、アラバマ州）
- ドゥエヴィッレ（イタリア、ヴェネト州）
- エレンテリア（スペイン、バスク州）

ショルンドルフの最も古い姉妹都市協定は、フランスのチュールとのものである。この協定は1969年に締結され、その後の一連の姉妹都市協定の嚆矢となった。しかし、次の姉妹都市協定が締結されたのは1990年代初めになってからであった。ドイツ再統一後の1991年にテューリンゲン州の小都市カーラと姉妹都市協定を締結した。1994年にイングランドのベリー、1996年にアメリカ合衆国のタスカルーサ、1998年にイタリアのドゥエヴィッレがこれに続いた。スペイン、バスク地方のエレンテリアとの最新の姉妹都市協定は2012年に締結された。ショルンドルフの姉妹都市関係は、1981年に設立されたショルンドルフ姉妹都市協会 e.V. によって維持されている。
ヴァイラー/レムス市区は、1966年からオーストリアのラーデンタインと姉妹関係にある。

## 経済と社会資本

### 交通
ショルンドルフ市内を4車線に拡幅された連邦道 B29号線（ヴァイブリンゲン - ネルトリンゲン）が通っている。この道路は　バイパス道路として整備され、中核市区の北部を通っている。最寄りのアウトバーンのインターチェンジは、A8号線（シュトゥットガルト - ウルム）のアイヒェルベルクのインターチェンジである。
ショルンドルフ市は、ロータリー交差点の建設において連邦のパイオニア的存在であり、数多くのロータリー交差点があることで都市プランナーに知られている。このため「グローセ・クライゼルシュタット」（直訳: 大ロータリー都市）というニックネームを有している。

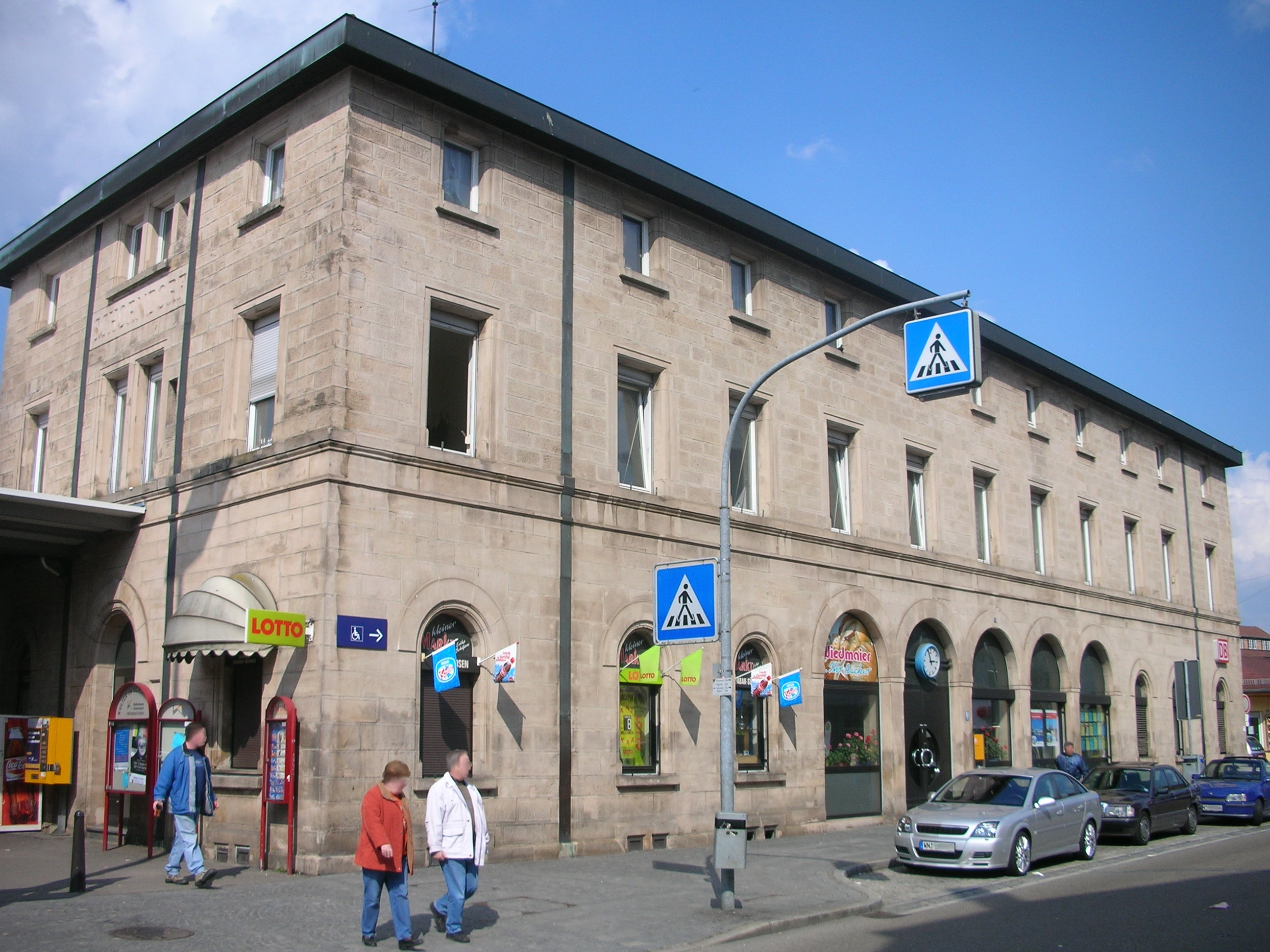
ショルンドルフ駅

ショルンドルフは、レムス鉄道とも呼ばれる鉄道シュトゥットガルト - アーレン線沿線に位置している。ショルンドルフ駅には、早朝と夜遅くにインターシティー カールスルーエ - ニュルンベルク線の列車が停車し、シュトゥットガルトSバーン S2号線（ショルンドルフ - シュトゥットガルト中央駅 - シュトゥットガルト空港 - フィルダーシュタット）の起点となっている。ショルンドルフから北向きにルーダースベルク行きのヴィースラウフタール鉄道が運行している。この鉄道の市内の停車駅はこの他に、ハンマーシュラーク、ハウバースブロン、ハウバースブロン＝ミッテ、ミーデルスバッハ＝シュタイネンベルクがある。さらに市内には多くのバス路線がある。いずれの路線もシュトゥットガルト交通・運賃連盟の統一料金で運行されている。

### 地元企業
ショルンドルフでは特に、電子工業と機械製造の会社が稼働している。かつて繁栄した皮革産業はほとんど過去のものとなっている。
ショルンドルフの主要な企業は
- ヴィルヘルム・アプト - 1898年にショルンドルフで設立された。農業用のピッチフォークを製造している。1993年からは、フロイント・ヴィクトーリア園芸用品 GmbH としてショルンドルフに本社を構えている。
- オスカー・フレヒ - 1949年にショルンドルフで設立された機械製造業者。

主にスポーツ科学分野で知られるカール・ホフマン出版はショルンドルフに本社を有している。

#### 歴史上の会社
- ショルンドルフ・レンガ工場 (ZWS)。ZWSの創業は、1632年にまで遡る。20世紀初めには、ZWSは南ドイツで最も高品質な屋根瓦製造業者の1つに数えられていた。1950年代末には約400人を雇用していた。1974年に製造を停止し、翌年にはほとんどの社屋が取り壊された。その跡地には現在、大きな流通センターが設けられている。
- ラップ・タバコ工場。カンシュタット出身のクリスティアン・ラップはカナダに移住した。帰国してショルンドルフの女性と結婚し、1789年にショルンドルフでタバコ工場を開業した。クリスティアン・ラップは、地元の政治家でもあり、1819年から1821年までショルンドルフの市長を務めた。
- レーヴェンブラウエライ・ショルンドルフ（ビール工場）は1822年に創設され、1990年頃までゲッピンガー通りでレーヴェンブロイ・ショルンドルフを醸造していた。
- J. F. ガプラー指貫製造会社。1824年設立。1900年頃には世界生産の 85 % がガプラー製であったが、現在ではコレクションアイテムとして探されている。
- クリスト・ブロイニンガー皮革製造会社は1843年頃に皮なめし工場として設立された。1930年代には、この街最大の雇用者の1つであった。皮革製品の製造は2009年に停止した。
- レーム皮革製造会社。1866年にロスレーダーファブリーク・ゴットロープ・シュミット（ゴットロープ・シュミット馬革加工業者）として設立された。レムス川沿いの敷地には産業パークが設けられたが、博物館的な遺構が保存されている。
- アルノルト鉄製家具製造。1871年設立。その敷地跡には現在、オフィス、連邦職業安定所の支所、その他の施設が建っている。
- chn. ヘスペラー KG ゼーゲヴェルクは、研磨・ドリル作業所で、蒸気で稼働する製材所であった。1885年に設立されたこの会社は1980年まで稼働していた。最盛期には100人ほどを雇用していた。
- ヌーデルファブリーク・ビルケル（現在のニューラート GmbH）は1896年にショルンドルフで開業した。工場は1909年にエンダースバッハに移転した[39]。
- カール・プフライデラー。この企業は1901年にブラシの柄の製造業者として創設された。製品は、1949年にラジオやテレビの木製筐体に替わった。この会社は1960年頃には約700人の雇用者を擁していた。1970年代初めにこの企業は閉鎖された。
- ヴュルテンベルギッシェ磁器製造。1904年から1934年まで稼働していた。現在この会社の磁器は収集家が探し求めるアイテムとなっている。
- ライプブラント缶詰工場。1914年12月にショルンドルフのフォアシュタットで創設され、わずか4年間でドイツ語圏最大の缶詰製造業者となった。最盛期には、缶詰工場には広さ 27 ha、ラインの長さは 2 km を超える規模であった。1920年代のインフレーションによって缶詰業が衰退し、早くも1924年に廃業された。
- コンディトライヴァーレンファブリーク J. & G. メスレ・ショルンドルフ（菓子製造）。1921年にショルンドルフで開業。後にジュートラント菓子製造と改名し、1985年までショルンドルフで製造を行った。
- ショック金属加工業 GmbH。1924年にショルンドルフで設立された。1970年代には最大で1200人を多くの分工場で雇用していた。
- バウクネヒト家庭用器具製造はショルンドルフに本社を置いていた。ワールプール・コンツェルンは2012年7月まで、バウクネヒト（ドイツ語版、英語版）という商標を用いてここで製造を行っており、2015年末まで開発センターを運営していた。

### メディア
ショルンドルフでは、日刊紙「ショルンドルファー・ナハリヒテン」と市の広報室やクラブ・協会の広報・報告が掲載される週刊紙「ショルンドルフ・アクテュール/ショルンドルファー・ヴォーヒェンブラット」が週刊紙（木曜日）として刊行されている。

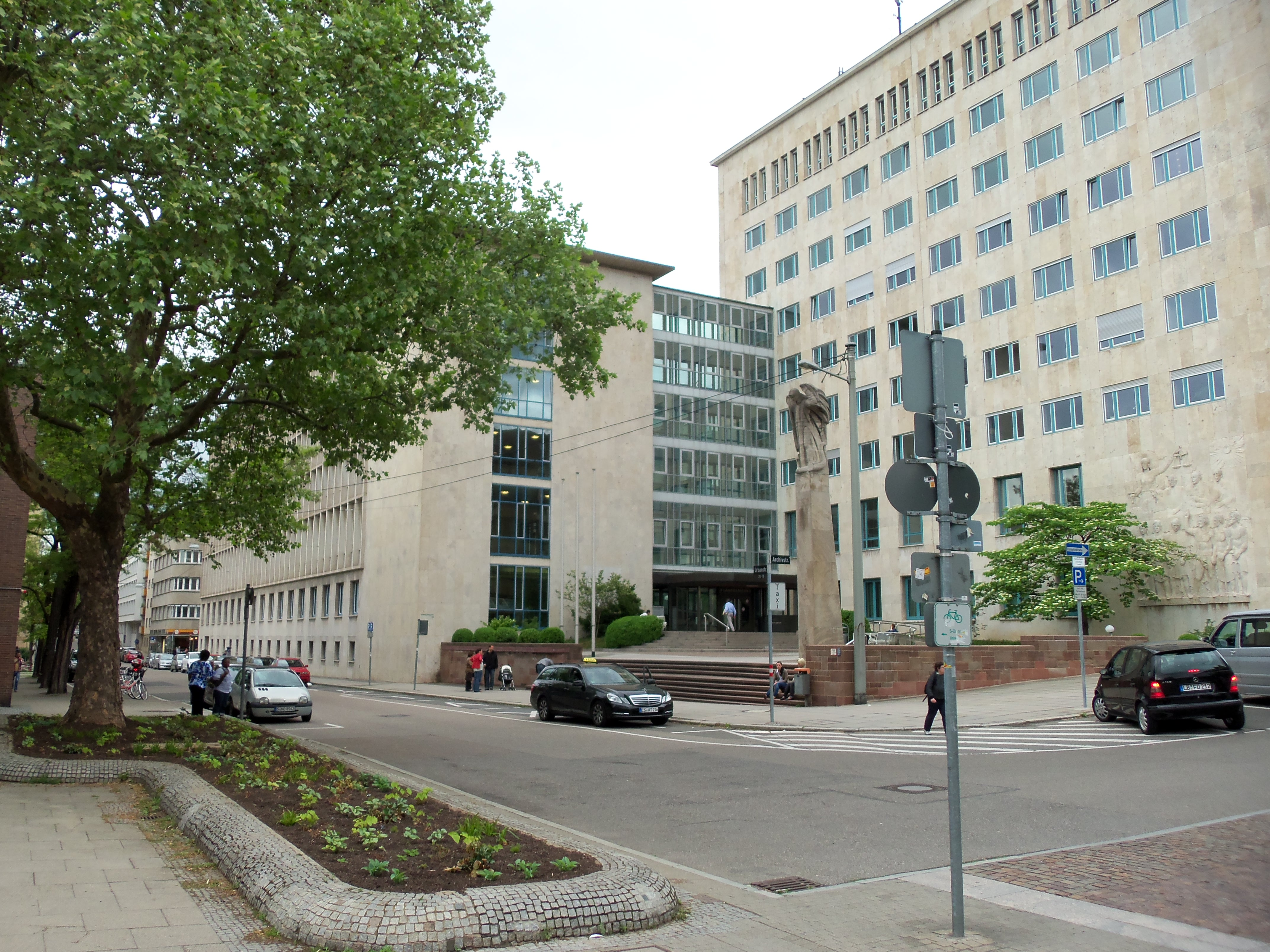
シュトゥットガルト上級地方裁判所

### 司法、行政、公共機関
ショルンドルフには、シュトゥットガルト上級地方裁判所管区および同地方裁判所管区に属す区裁判所がある。また、税務署やレムス＝ムル郡の郡役場支所がある。
本市は、ヴュルテンベルク福音主義地方教会のショルンドルフ教会管区の本部所在地である。
ショルンドルフには、レムス＝ムル郡に2つある技術救援活動組織地方連合のうちの1つの本主所在地である。

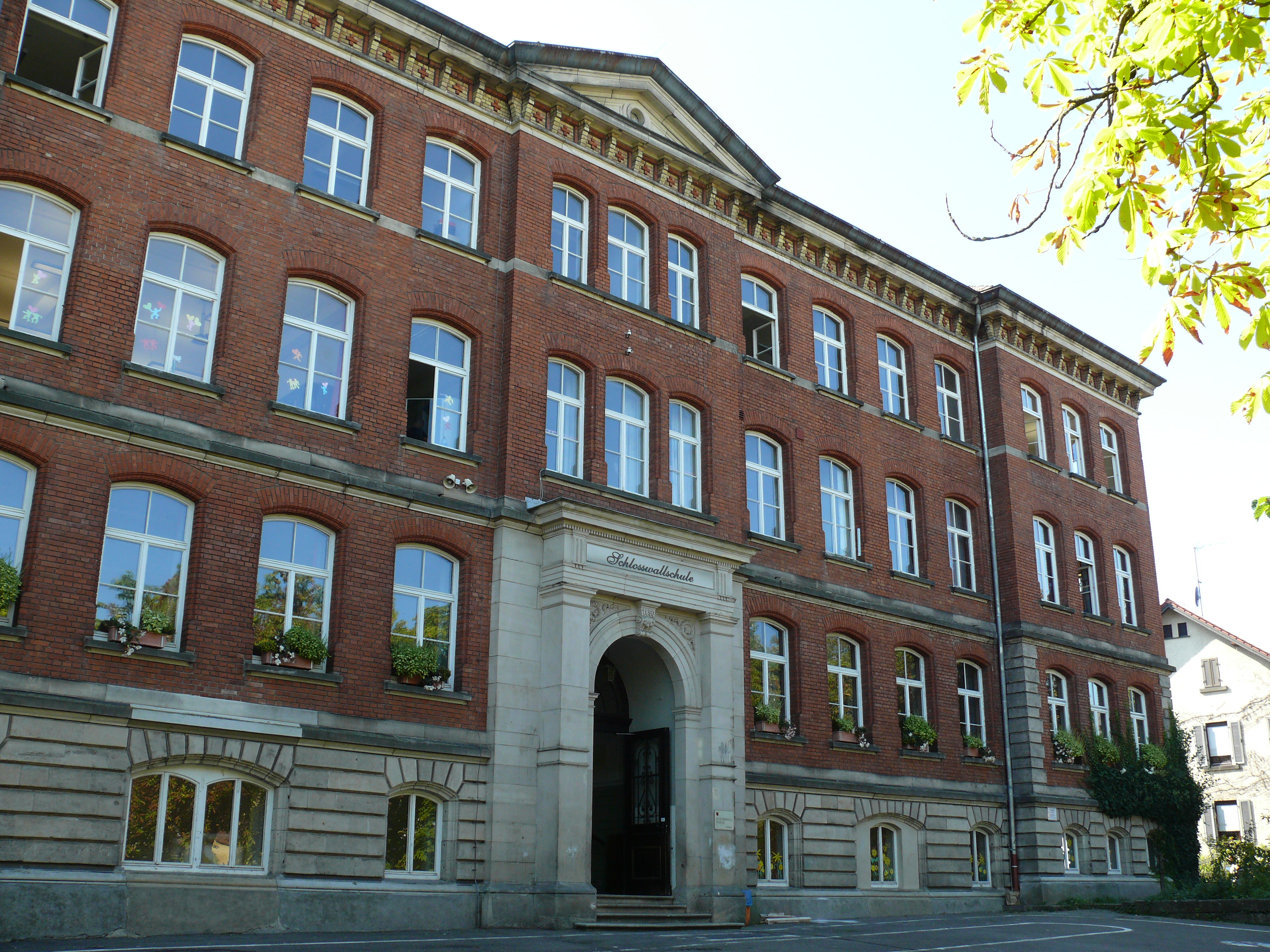
シュロスヴァルシューレ

### 教育
ショルンドルフには、一般教養ギムナジウム2校（ブルク＝ギムナジウム、マックス＝プランク＝ギムナジウム）技術ギムナジウム1校（グラーフェンベルクシューレ）、経済ギムナジウム1校（ヨハン＝フィリップ＝パルム＝シューレ）実科学校1校（ゴットリープ＝ダムラー実科学校）、作業実科学校を含む本課程・基礎課程学校2校（ケプラーシューレ、シラーシューレ・ハウバースブロン）、作業実科学校を含む本課程学校1校（カール＝フリードリヒ＝ラインハルト＝シューレ）、養護学校1校（アルベルト＝シュヴァイツァー＝シューレ）、中核市区の基礎課程学校3校（フックスホーフシューレ、キュンケリンシューレ、シュロスヴァルシューレ）、職業学校センター2校、ヴァイラー/レムス（ラインホルト＝マイアー＝シューレ）、オーバーベルケン（シュールヴァルトシューレ）、ショルンバッハ（ゾンマーラインシューレ）の各地区に1校ずつの基礎課程学校がある。ブールブロン市区には、ベルグレンに本校があるブールブロン＝フォルダーヴァイスブーフの分校がある。
レムス＝ムル郡は、グラーフェンベルク＝シューレとヨハン＝フィリップ＝パルム＝シューレ、および、精神/身体障害児のための学習幼稚園や言語障害児のための学習幼稚園を有する精神/身体障害者のためのフレーベルシューレの運営者である。
ショルンドルフ夜間実科学校 e.V.、ジュニア音楽学校ショルンドルフ・ウント・ウムゲブンク e.V.、ショルンドルフ市民大学 e.V. がショルンドルフの教育環境を補完している。

## 文化と見所

### 文化活動

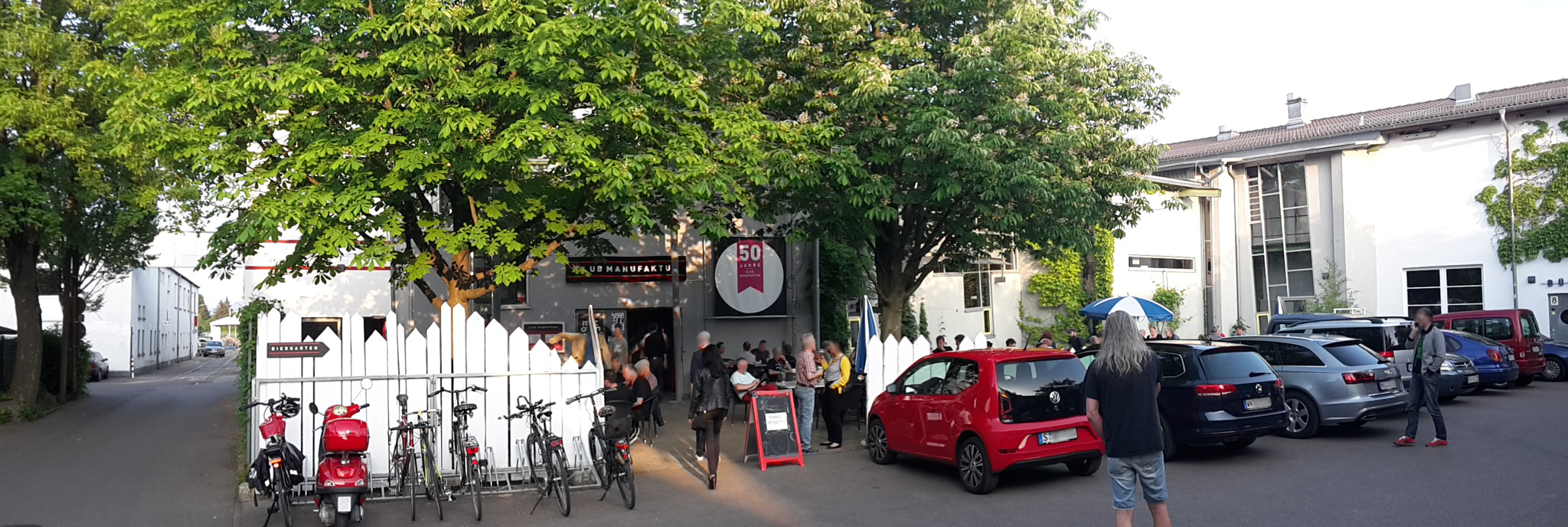
クラブ・マヌファクトゥール

クラブ・マヌファクトゥール e.V. は、政治、音楽、演劇、ダンス、プログラム映画を含む文化活動を行っている。
ショルンドルフ文化フォーラム協会は、ボランティアの参加者によって文化プロジェクトやイベントを組織している。文化フォーラムは、彫刻周遊路を整備しており、そのために、ユルゲン・ゲルツ、ティム・ウルリヒス、エーリヒ・ハウザー、ロベルト・シャット、その他の芸術家が40以上の彫刻作品を制作した。
- ユルゲン・ゲッツ作「Mondscheinbrunnen（直訳: 月光の泉）」
- エーリヒ・ハウザー作「7/87」
- ロベルト・シャット作「Larag」
- マックス・ザイツ作「Das Gespräch（直訳: 会話）」

### 演劇

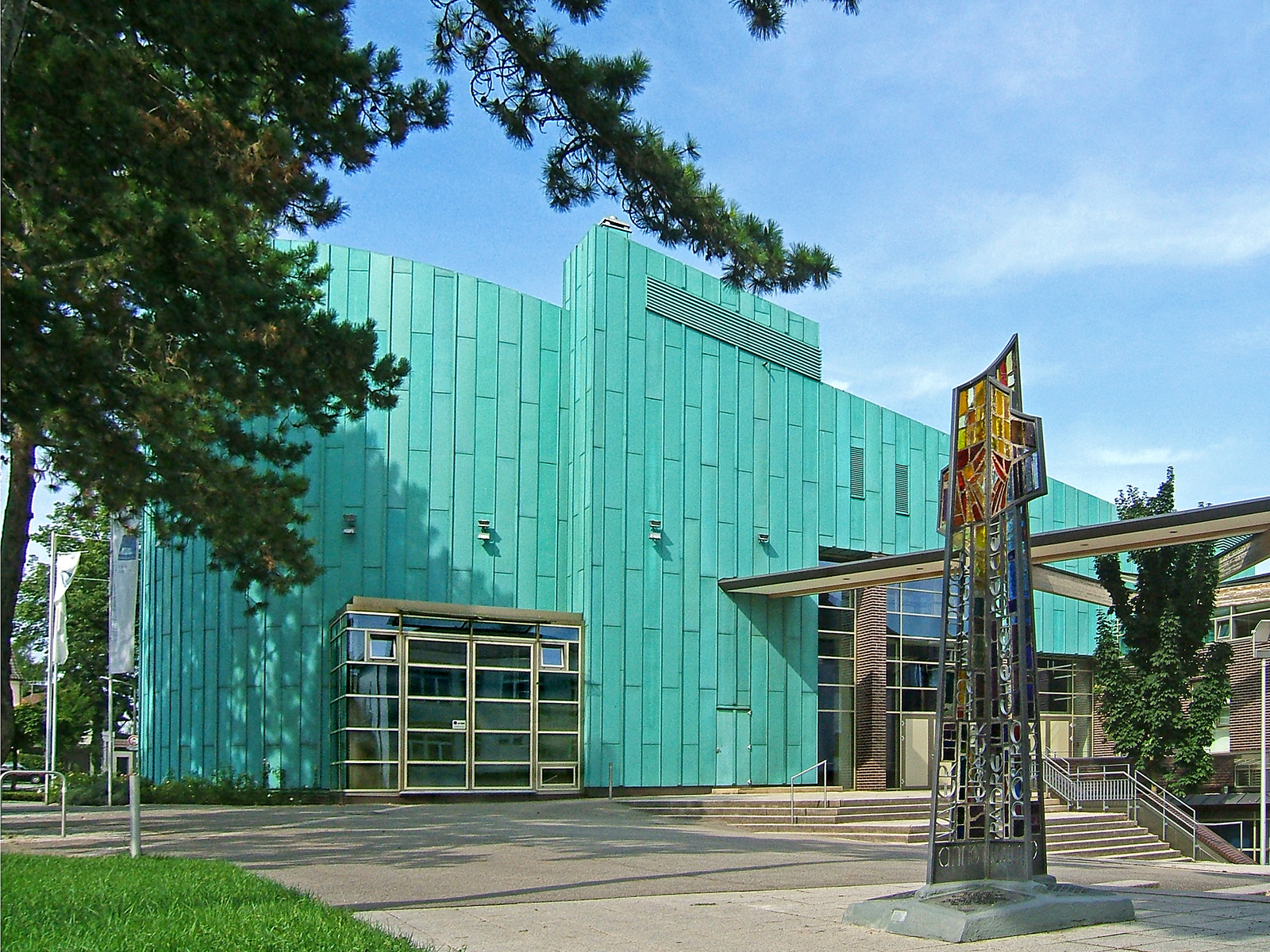
キュンケリンハレ

フィギューレン・テアター・フェニックスは、老若向けの劇団である。ここでは、テーブルフィギュア、マリオネット、影絵人形、パペットなどを用いて、メルヘンや、たとえば児童文学などの文芸作品の演出を行っている。定期的なコンサートや演劇の上演がキュンケリンハレで行われている。このホールは、アンナ・バルバラ・ヴァルヒ＝キュンケリンにちなんで名付けられた。この他に、旧皮革工場レーム（「レーム＝アレアール」）では野外演劇「テアトロ・ツァニ」が開催される。これは週末ごとにアマチュア劇団が演劇上演を行うものである。

### 市立図書館
ショルンドルフ市立図書館は、市の公共図書館で約 61,000点のメディアを収蔵している。2009年の貸し出し件数は、305,400件であった。

### 博物館・美術館

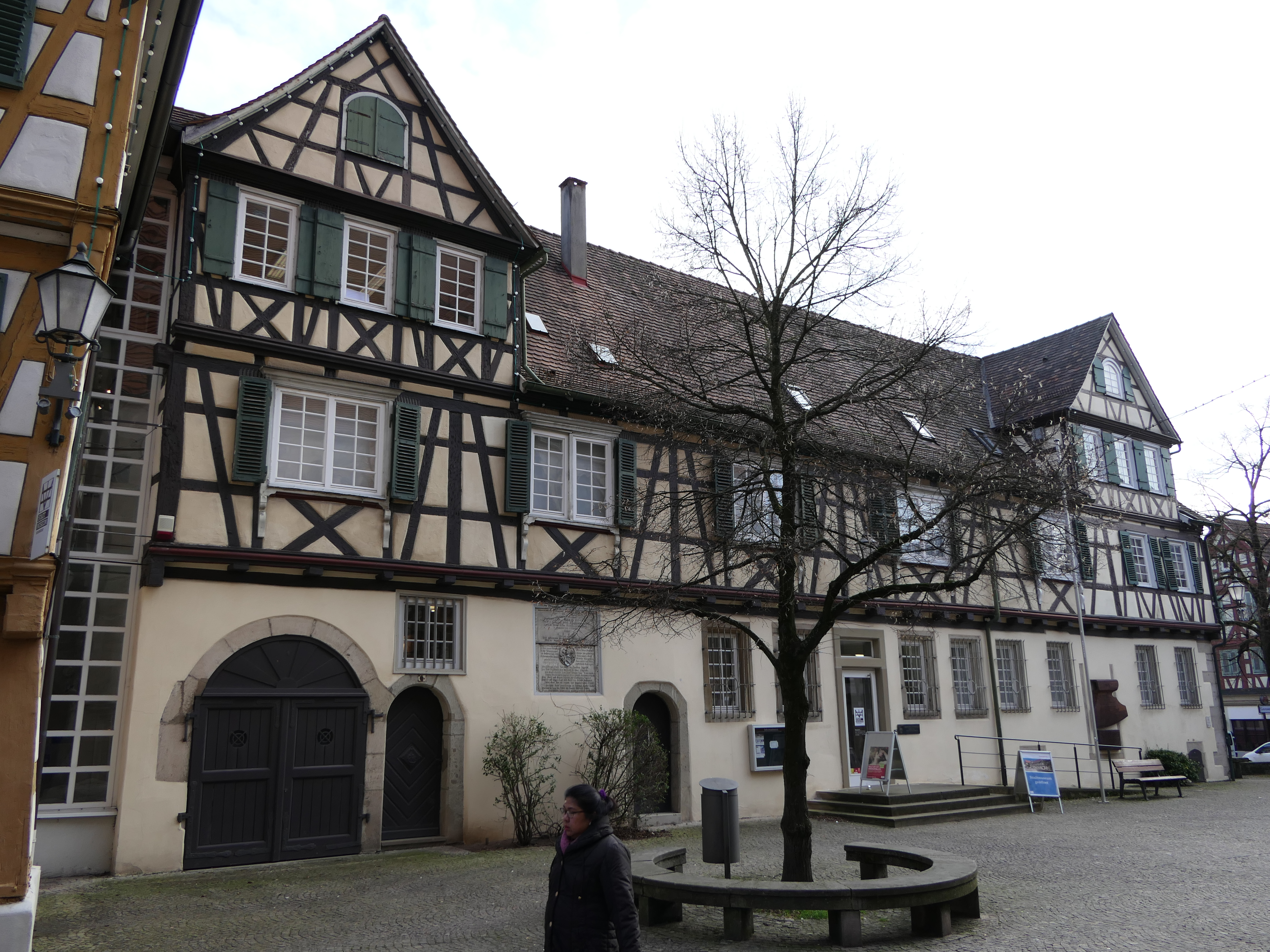
市立博物館（旧ラテン語学校）

芸術ギャラリーや技術博物館には以下のものがある:
- 市教会の近くにある市立博物館は、2棟の木組み建築からなる。これらはそれぞれ、旧ラテン語学校とドイツ語学校であった建物である。博物館はショルンドルフやその周辺地域の市史や文化史を展示している[45]。
- ヘルガッセのゴットリープ・ダイムラーの生家は、1979年に博物館およびメルセデス・ベンツ AG（ダイムラー AG）の集会所として整備された。1階には書簡、特許、写真、2台のエンジン模型が展示されている[46]。
- アルノルト＝アレアルの芸術および技術ギャラリーは2004年に開館した。2016年に従来の形のギャラリーはなくなり、芸術スペースは、2016年6月にショルンドルフ芸術 Q ギャラリーという新しい名称で再オープンした[47][48]。
- レンメルガッセ18番地のハウス・アウフ・デア・マウアー内のコミック博物館ピッコロは2005年にオープンした博物館で、1950年から30年間の小型のコミックスを展示している[49]。
- 歴史的な薬局ガウプシェ・アポテーケの倉庫には、豪華な薬局調度、薬品容器、作業器具、書籍、壺、書類、逸話が展示・紹介されている[50]。
- 3次元写真博物館は、1890年のステレオグラスプレート、ステレオカメラ、ステレオスコープ、様々な技法の3次元絵画を展示している。
- ヴァイラー市区の郷土博物館は、農家の道具や、手工業器具、手工芸の逸品、古い書物、農民の部屋やキッチンを展示している。

- 芸術および技術ギャラリー
- ゴットリープ・ダイムラーの生家
- ガウシェ・アポテーケ
- コミック博物館「ピッコロ」

### 建築
ショルンドルフの歴史的中心街は、その全体が保護文化財となっている。歴史的旧市街の、とりわけ市場の泉を持つマルクト広場や数多くの歴史的木組み建築は、ドイツで最も美しい町並みの1つに数えられる。ここには、1726年から1730年に建設され、この街の象徴的建造物となっている市庁舎がある。その裏壁には1965年に作成された「ショルンドルフの女房たち」のモザイクがあり、その前にゴットリープ・ダイムラー記念碑、そこから遠くない場所にパルムシェ薬局、ガウプシェ薬局（カール・グリュンツヴァイクの両親の家で、彼が最初に育った家でもある）、ヴァルヒ＝キュンケリン旧宅がある。マルクト広場の西側には、1477年建造の福音主義市教会がそびえる。教会広場には市立博物館が入居している旧ラテン語学校がある。ヴェストシュタットの教会裏に、ハウス・アム・グンプブルネンおよびその向かいにアシンメトリックなハウス・アウフ・デア・マウアーが市壁沿いあるいはそれに組み込まれて建っている。この風変わりな家で名誉市民のゴットロープ・カムが生まれた。現在この建物にはコミック博物館が入居している。

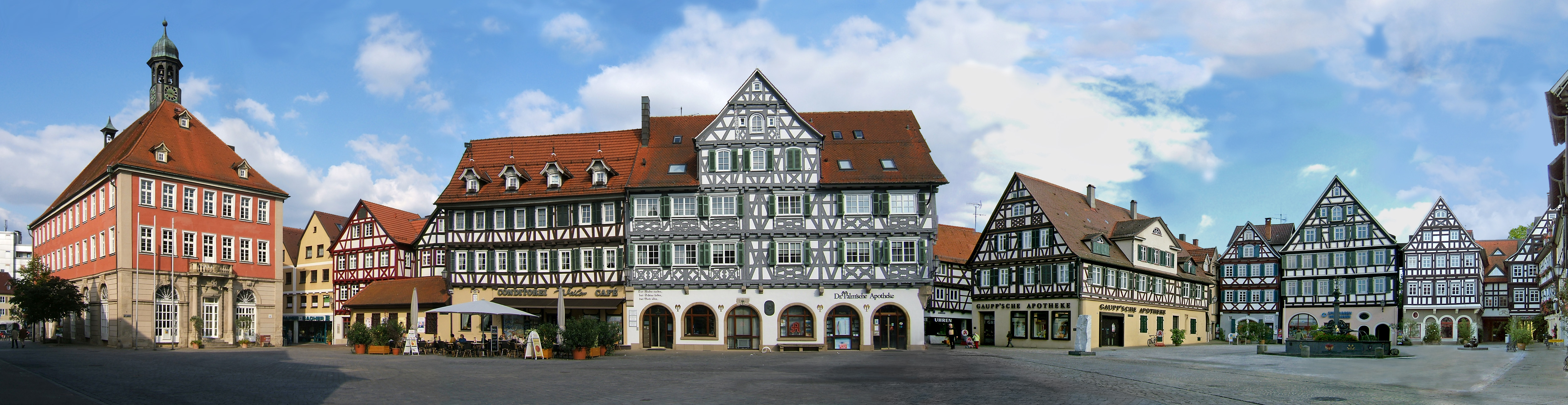
ショルンドルフのマルクト広場。向かって左端が市庁舎、中央の木組み建築がパルムシェ薬局、その右の斜め向きの木組み建築がガウプシェ薬局、その右側にマルクト広場の泉。

マルクト広場の東には、かつてのシュピタール（病院）、市文書館、ブルクシュロス（城館）がある。城館は1538年にウルリヒ公によって建設された城で、贅沢に費用をかけた領邦防衛の柱であった。城館は、教会の内陣と並んで、1634年に市の大部分を灰燼に帰した大火を切り抜けた古い部分を遺している。水をたたえた城の堀端に、1913年に後期ユーゲントシュティール様式で建設され、保護文化財に指定されている旧営林署がある。城館庭園のさらに東側に聖霊教会がある。これは、カトリック信者の増加に伴って1952年から1955年に建設されたものである。都市景観を形成するその塔は、1960年代に建設されたものである。
ウンテラー・マルクト広場の東側、ヘルガッセにゴットリープ・ダイムラーの生家があり、（小さな）博物館が入っている。また、この通りには旧アルテ・バートがある。

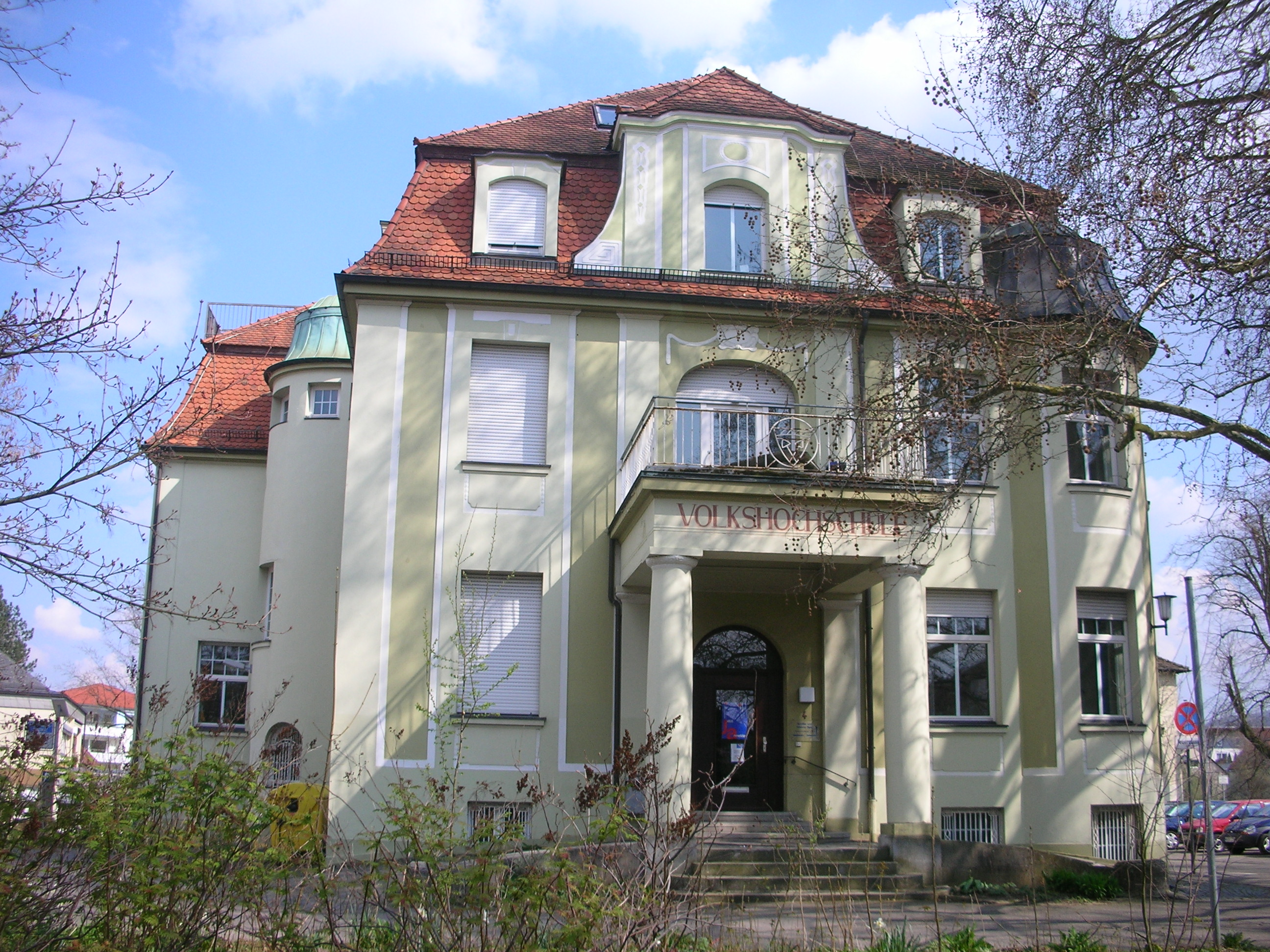
旧アルノルト邸

旧市街の東部、歩行者専用区域のメインストリートであるヨハン＝フィリップ＝パルム通りの終点にあたるシュタットハレンゼーの畔に旧アルノルト邸がある。ここには市民大学が入居している。これは、ショルンドルフで鉄製家具工場を営んだ企業家のアルノルトが建てたものである。鉄道沿いには、いくつかのオフィスが入居するアルノルトギャラリーがある。これは内市街拡大のモデルプロジェクトとみなされている。
駅前に、独特な1962年に建設された信号所がある。これは、HOゲージの鉄道模型のアイテムとして販売されている。
ロッツィング通りのツィーゲライゼーに、2008年3月に屋内プールのオスカー・フレヒ・ゼーバートが開業した。これは1964年に建設された古いショルンドルフ屋内プールに替わるものである。
ショルンドルフ西部のバウムヴァーゼン工業地域にある高さ 90 m の鉄筋コンクリート製の通信塔は、「ショルニ」というニックネームで知られている。
ショルンドルフの市区には以下の教会がある:
ハウバースブロン福音主義教会は、16世紀初めの教会建築で、何度も増改築を受けた。オーバーベルケン教区教会は、1490年に建設された教会堂が建っていた場所に、1859年に建設された。この教会は1974年にさらに改築された。簡素な福音主義教会は、1717年に塔を持たない長方形の建物として建設された。先代の1460年に完成した礼拝堂は1707年に焼失した。ショルンバッハ福音主義教会は1472年に建設されたが、身廊は1722年に初めて建設された。
- マルクト広場の泉
- 市庁舎裏のモザイク「ショルンドルフの女房たち」
- ゴットリープ・ダイムラー記念碑
- パルムシェ薬局
- 旧シュピタール
- ハウス・アム・グンプブルネン
- ブルクシュロスの中庭
- 通信塔「ショルニ」

### 緑地

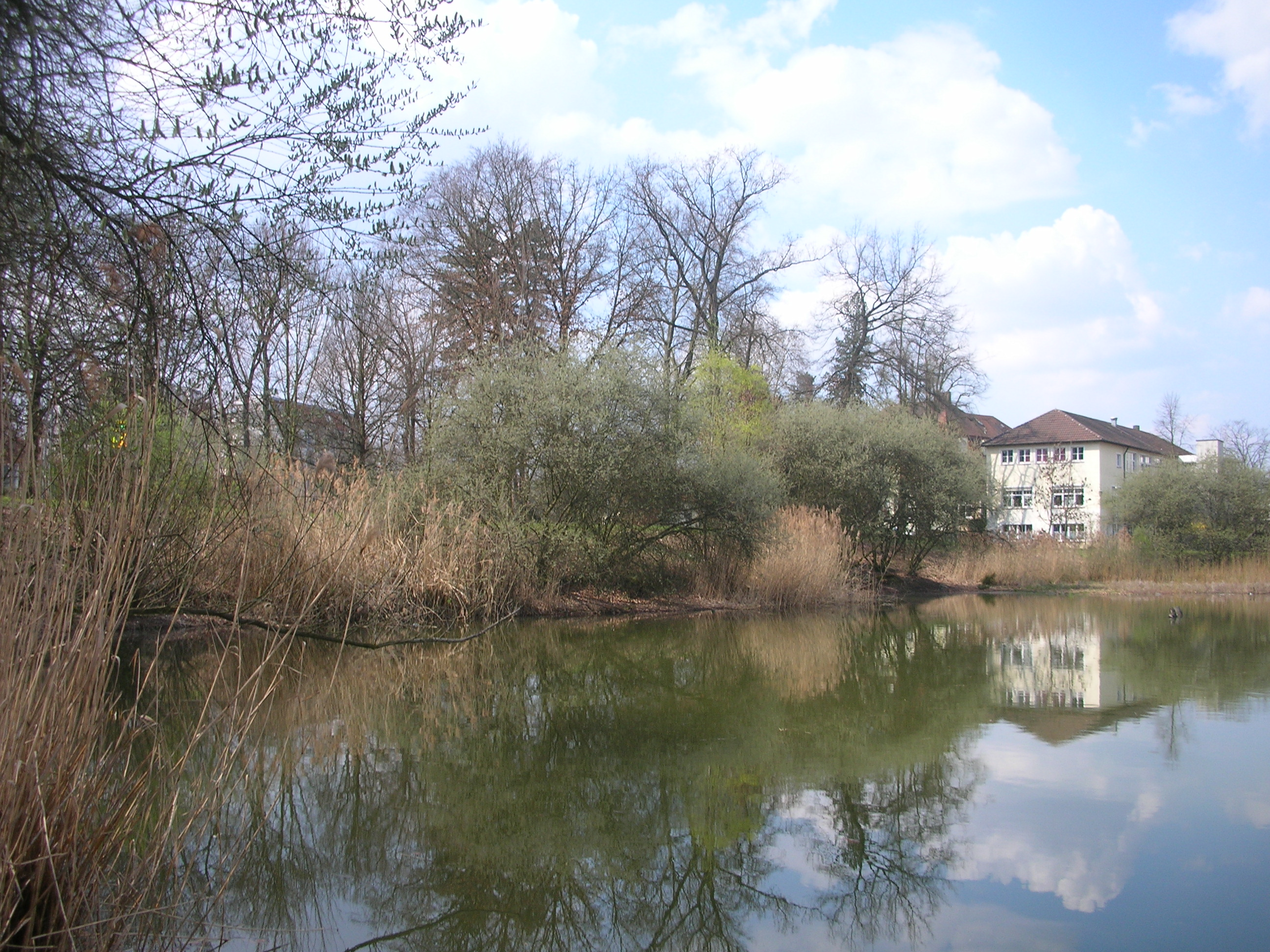
「シュタットハレンゼー」と揶揄されるパルクゼー

街の中心部に様々な緑地や公園がある。たとえば、ブルクシュロスに附属するシュロスガルテン（城館庭園）などである。中心部の東側にパルク・アム・パルクゼーがある。この公園はかつてのアルノルト邸庭園と、建設ミスによって造られた池からなる。ここにはシュタットハレ（市立ホール）が建設される計画であったのだが、建設用の窪地が水で満たされてしまったのである。このため地元では「シュタットハレンゼー」（市立ホール湖）と揶揄され、報道では「ラゴ・ブラマビル」とも呼ばれたが、公的には「パルクゼー」（公園湖）と呼ばれる。この公園と池は2010年に完全に新しく造り直された。公園内には長さ 12.5 m の木製海賊船があり、子供に遊具として用いられている。

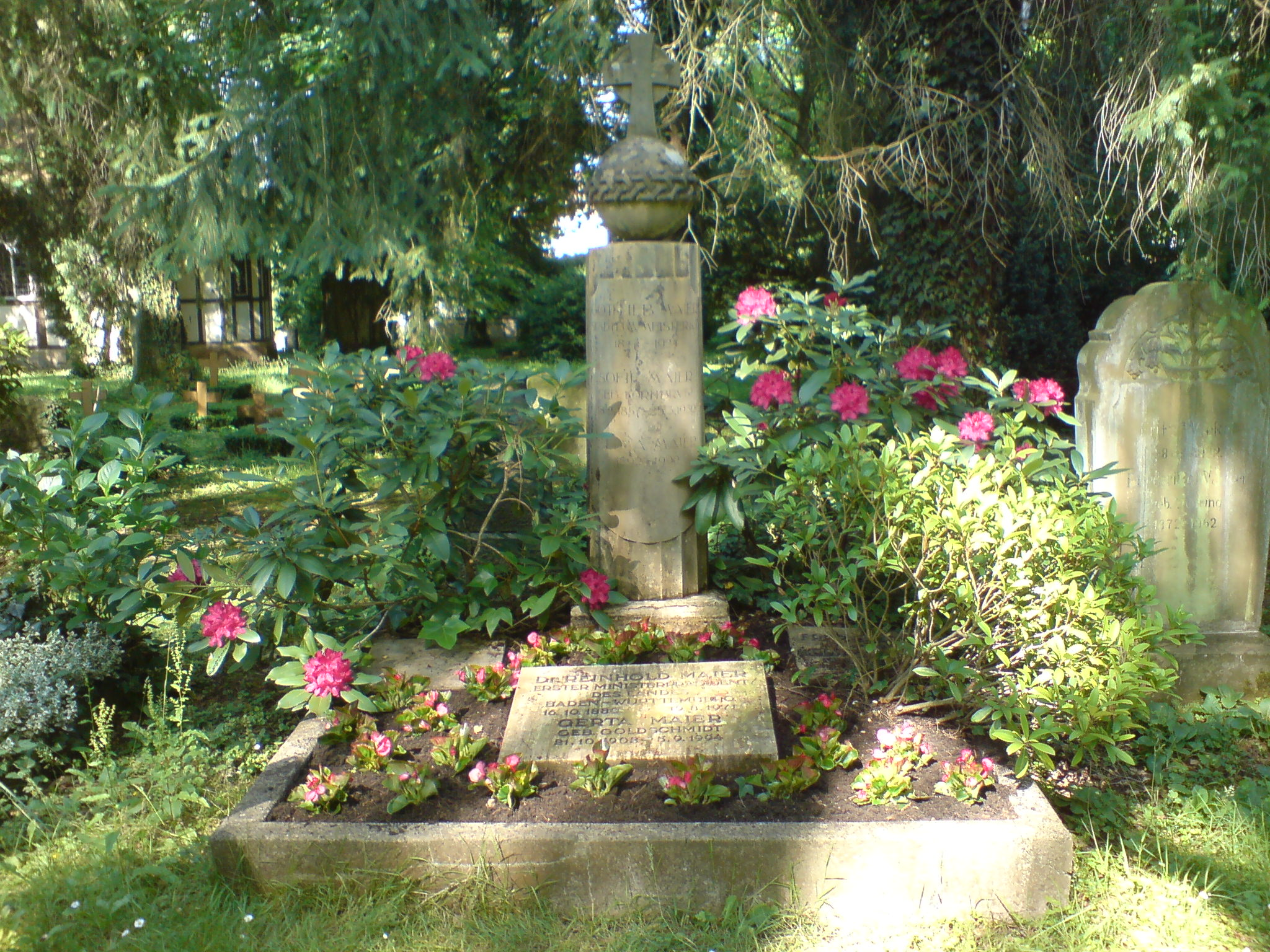
ラインホルト・マイアーの墓

城館庭園の南、聖霊教会の近くにアルテ・フリートホーフ（旧墓地）がある。ここには重要で芸術的に価値のある墓石の他に、様々な種類の豊かな樹木があり、憩いや行楽に利用されている。スマートで小さな礼拝堂が目を引く。バーデン＝ヴュルテンベルク州初代首相ラインホルト・マイアーはこの墓地に埋葬されている。この旧墓地には1989年に芸術家ラインハルト・シェラーがファシズムによる迫害とその犠牲者を追悼する記念碑を建立した。ナチの絶滅収容所を逃れたショルンドルフのシンティ・ロマ人の家族が1988年に初めてここを訪れたことは1つの事件であった。
聖霊教会の向かい側、最初の姉妹都市にちなんで名付けられたトゥラー広場には、フォイアーゼーがある。
その南に、公園ライプレ＝アンラーゲがある。これはかつて市参事会員の屋敷に属す庭園であったが、現在は一般市民に公開されている。

### 記念碑
- オストラントクロイツ。ショルンドルフの市境から近いヴィンターバッハ町内の、レムスタール北側、フンガーベルク (382.3 m) の南東斜面に建つ。

### 年中行事
- 毎年夏休みが始まる前の最後の週末（金曜日から火曜日）に市祭「ショルンドルファー・ヴォーヒェ」(SchoWo) が開催される。通常は7月の半ばである[53]。
- SchoWoの一環として若者の祭典「タレンテ・アンス・ミクロフォーン」が開催される。
- SchoWoの週末前の土曜日にショルンドルフ内市街で毎年大規模なノミの市が開催される。
- 毎年7月または8月にショルンドルフのスクーター＝Jux ラリーが開催される[54]。
- ショルンドルフ文化フォーラムは、マスターコースやコンサートをプログラムに含む「ショルンドルフのギターの日」を3年連続で開催したが、その後開催されていない。
- 秋の「ショルンドルフの芸術の夜」には多くのアトリエや美術館が開放されている。
- 11月末から聖夜の直前までクリスマスマーケットが開催される[55]。

### スポーツ
ドイツ全土で知られるショルンドルフのスポーツクラブが、1908に設立された ASV バウクネヒト・ショルンドルフである。このクラブは1975年にレスリングのドイツチャンピオンになった。このクラブのレスリング部門は、2013年シーズンにはランデスリーガ・ヴュルテンベルクに属していた。STV ショルンドルフ（かつての SG ショルンドルフ）の体操部門も、1994年にドイツ・チャンピオンとなった。最も会員数の多いスポーツクラブは、SG ショルンドルフである。
ショルンドルフ市は、ツァイトゥングスフェアラーク・ヴァイブリンゲン（ヴァイブリンゲン新聞社）と共同で、2008年から毎年、その年に活躍した男女スポーツ選手およびチームを表彰している。

## 人物

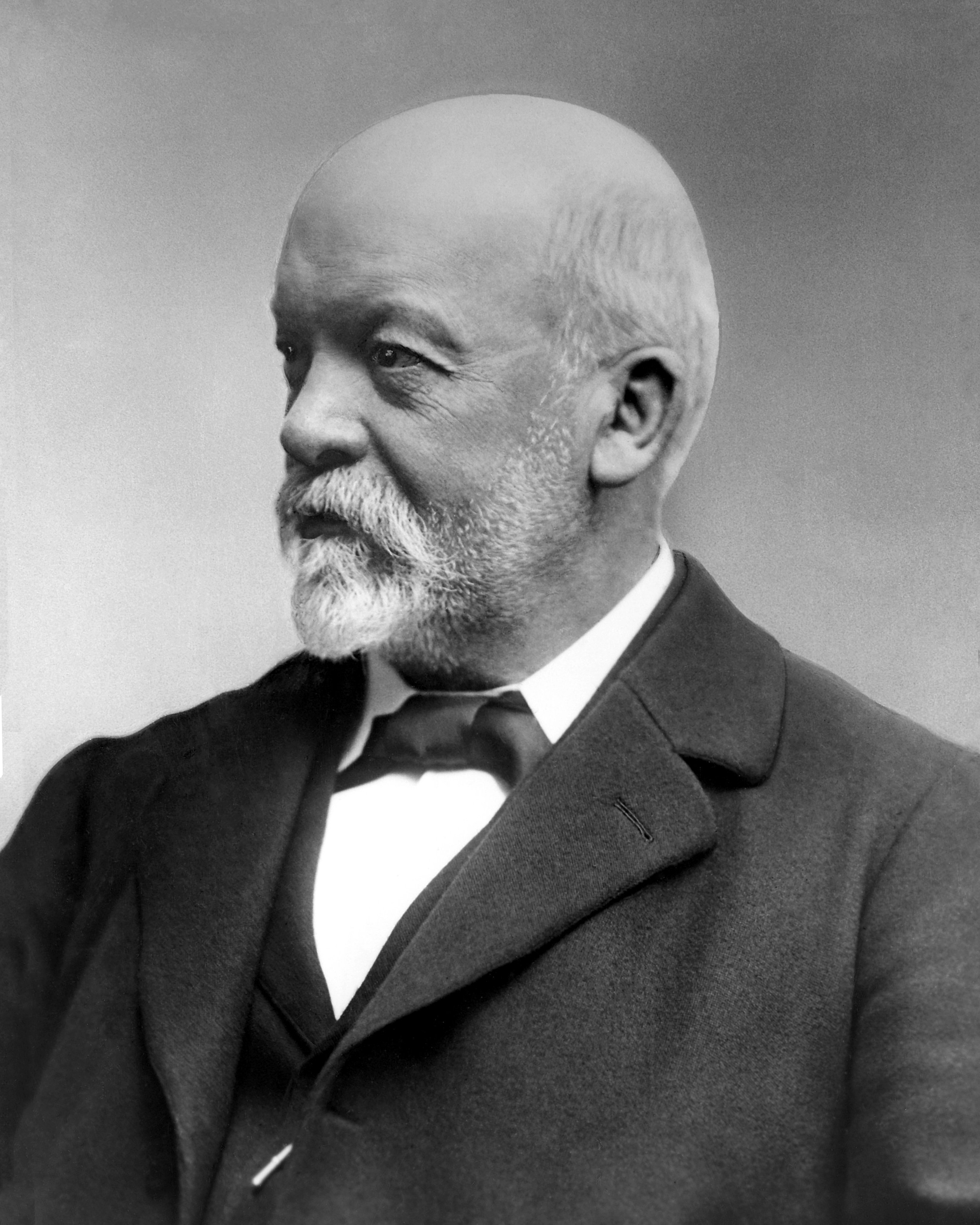
ゴットリープ・ダイムラー

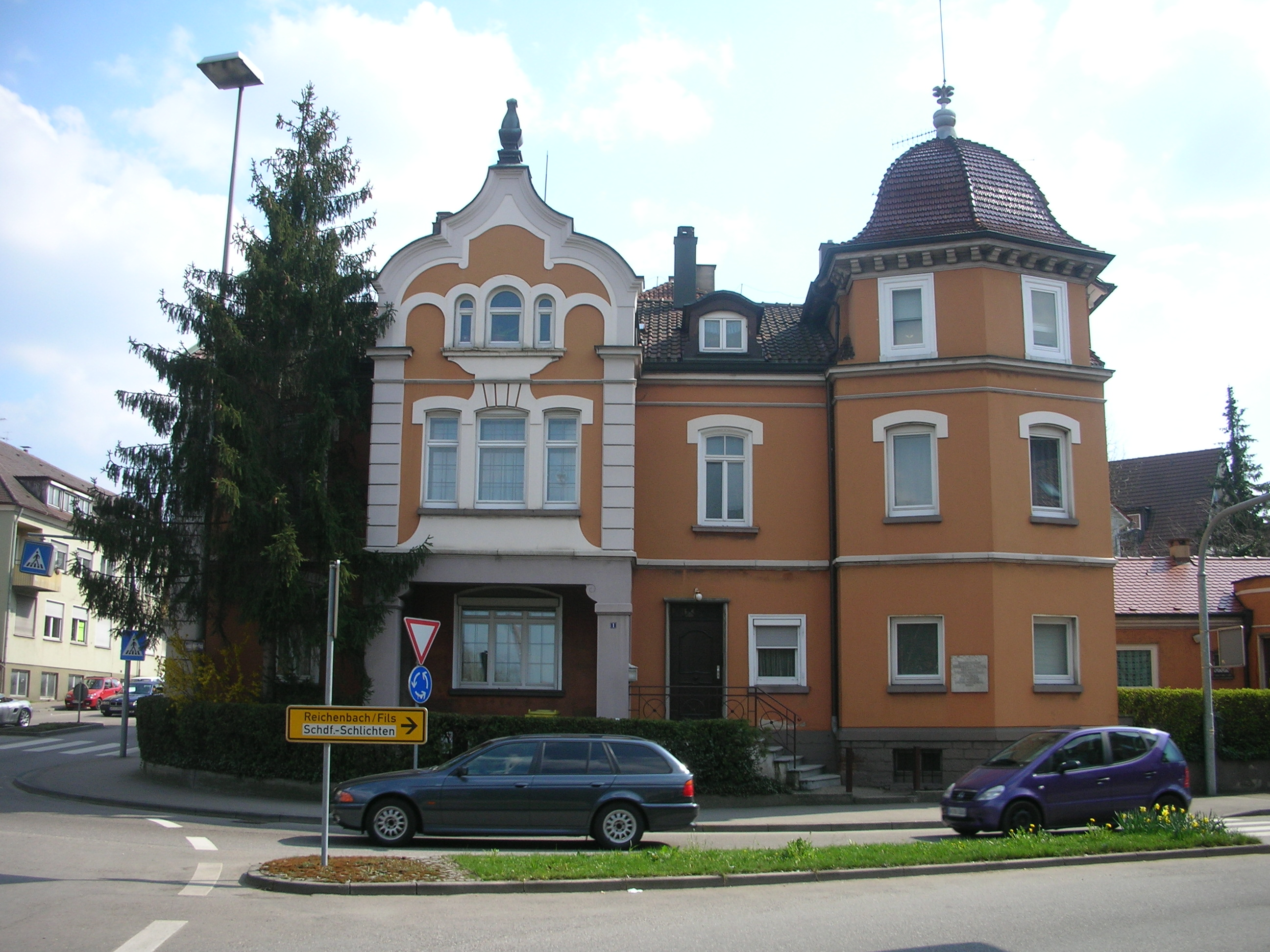
ラインホルト・マイアーの生家

### 出身者
- ヨハン・フィリップ・パルム（ドイツ語版、英語版）（1766年 - 1806年）ニュルンベルクの書籍商、反フランス運動家
- ゴットリープ・ダイムラー（1834年 - 1900年）技術者。ヴィルヘルム・マイバッハとともにガソリンエンジンを開発した。
- ラインホルト・マイアー（1889年 - 1971年）政治家 (FDP)、バーデン＝ヴュルテンベルク州の初代首相
- アルベルト・ラップ（1908年 - 1975年）親衛隊中佐
- エドモント・ハーン（ドイツ語版、英語版）（1924年 - 2018年）フランスのサッカー選手、指導者
- コンスタンティノス・コンスタンティニディス（1972年 - ）ギリシアのサッカー選手
- リカルダ・リスク（1981年 - ）トライアスロン選手
- スヴェン・ウルライヒ（1988年 - ）サッカー選手
- ダヴィー・ゼルケ（1995年 - ）サッカー選手

### ゆかりの人物
- フリードリヒ・ジルヒャー（1789年 - 1860年）作曲家。1806年から1809年までショルンドルフに住んだ。
- ベルント・マイレンダー（1971年 - ）レーシングドライバー
- モニカ・ゾツァンスカ（ドイツ語版、英語版）（1983年 - ）ドイツのフェンシング選手